# Liste der Baudenkmäler in Wasserburg am Inn
Auf dieser Seite sind die Baudenkmäler in der oberbayerischen Stadt Wasserburg am Inn zusammengestellt. Diese Tabelle ist eine Teilliste der Liste der Baudenkmäler in Bayern. Grundlage ist die Bayerische Denkmalliste, die auf Basis des Bayerischen Denkmalschutzgesetzes vom 1. Oktober 1973 erstmals erstellt wurde und seither durch das Bayerische Landesamt für Denkmalpflege geführt wird. Die folgenden Angaben ersetzen nicht die rechtsverbindliche Auskunft der Denkmalschutzbehörde.

## Ensemble Altstadt
Der historische Stadtraum von Wasserburg, wie er sich bis zum 18. Jahrhundert auf der Landzunge innerhalb der mittelalterlichen Stadtmauer, darüber hinaus in der ehemaligen Griesvorstadt und jenseits der Innbrücke am Kellerberg entwickelt hat, ist ein Ensemble.

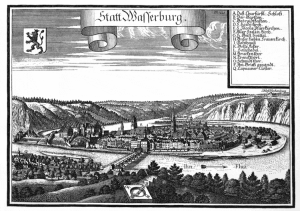
Wening: Ansicht von Wasserburg

Seine Begrenzung ist durch die südliche Uferzone, durch die Schwemmlandlinie um 1750, durch die ehemals gesicherte Uferzone bis zum ehemaligen Vorwerk im Westen und durch die damals bebauten Grundstücke beim Brückenkopf am rechten Innufer gegeben. Wasserburg gehört zu den oberbayerischen planmäßig angelegten Inn-Salzach-Städten des 13. Jahrhunderts, die der Landesherrschaft als wirtschaftliche und politische Stützpunkte dienten und Stapelplätze für Salz, Wein, Getreide hinter
gesicherten Mauern garantieren sollten. Unter diesen an Flüssen gelegenen Städten, in denen sich die charakteristischen Innstadt-Häuser mit ihren waagrechten Vorschussmauern vor den Grabendächern zu Straßenwänden und Bauwürfeln zusammenschließen, zeigt Wasserburg am vollständigsten ein geschlossenes Aufrissbild spätgotischer Prägung auf mittelalterlichem Grundriss, bei einzigartiger Lage in der Landschaft. Den natürlichen, vom Fluss umschriebenen Lebensraum hat auch das 19. Jahrhundert nicht wesentlich erweitert oder entstellt. Die Stadt ist fast ganz von Wasser umgeben, in den Zügen der Mauern und Häuserzeilen bildet sich die Gestalt der löffelförmigen Landzunge ab. Die Außenansicht, der Blick auf die Innfront von Südosten, zeigt die Dominanz der ehemaligen Burganlage, des herzoglichen Amtssitzes mit seinen hochragenden Treppengiebeln, über die Architekturinsignien der bürgerlichen Handelsstadt am Wasser, über das massige Brucktor mit dem Spitalbau, eingebunden in die geschlossene Uferfront von Bürgerhäusern über die großvolumige Pfarrkirche mit dem massig-gedrungenen Turm, über die kleinere Marktkirche mit dem schlanken städtischen Wachturm und die unterschiedlich hohen Treppengiebel des Rathauses. Bis heute besteht für diese Ansicht starke Übereinstimmung mit dem Merian-Stich von 1657.
Das Wachstum von Wasserburg und seine Blüte gehen auf den mittelalterlichen und frühneuzeitlichen Handelsverkehr auf Straße und Wasserweg zurück. Die Stadt liegt
einmal am Inn, einer der Hauptverkehrs- und Haupthandelswasserstraßen des Mittelalters, dem Teilstück eines Verkehrssystems, das vom Adriatischen Meer bis zur Donau reichte und Verbindung zwischen Italien, Deutschland, Österreich und Ungarn herstellte. Gleichzeitig ist sie Kreuzungspunkt mit der Salzstraße von Reichenhall nach München und Augsburg, bzw. Landsberg und zusätzlich Grenze zwischen den Bistümern Freising und Salzburg. Die wirtschaftlichen Funktionen des Rast-, Handels- und Umschlagplatzes wurden durch strategisch-politische überlagert bzw. mitkonstituiert, bedingt durch die extrem günstige Schutz- und Verteidigungslage der Stadt aufgrund ihrer topographischen Situation: Wasserburg liegt auf einer durch eine enge Innschleife gebildeten Landzunge, im Talkessel der 60 bis 70 Meter hohen Steilhänge des östlichen Flussufers. Diese einzigartige topographische Situation hat die spätere städtebauliche in Grund- und Aufriss
entscheidend bestimmt, wobei sich die topographischen Grundtatsachen im Laufe der Jahrhunderte insofern verändert haben, als sich die Halbinsel Jahresringen gleich
vergrößerte: ein Wachstumsprozess, der sich in den Grundzügen des Stadtplanes, in den Zügen der Mauern und Häuserzeilen materialisiert hat. Auf drei Seiten gewährte der im Mittelalter noch breitere Inn natürlichen Schutz. Den schmalen Hals der Halbinsel im Westen, ihren einzigen Zugang schnürte er auf etwa 150 Meter ein. Ebenso günstig war die Verteidigungsmöglichkeit; genau an der schmalsten Stelle der Landverbindung liegt am Südrand ein etwa 20 Meter hoher Hügelrücken. Seine Länge von 250 Metern bot Platz für eine größere Burganlage, die unter Hallgraf Engelbert seit 1137 entstand und einen Sperrriegel gegen den Zugang der Halbinsel schuf.

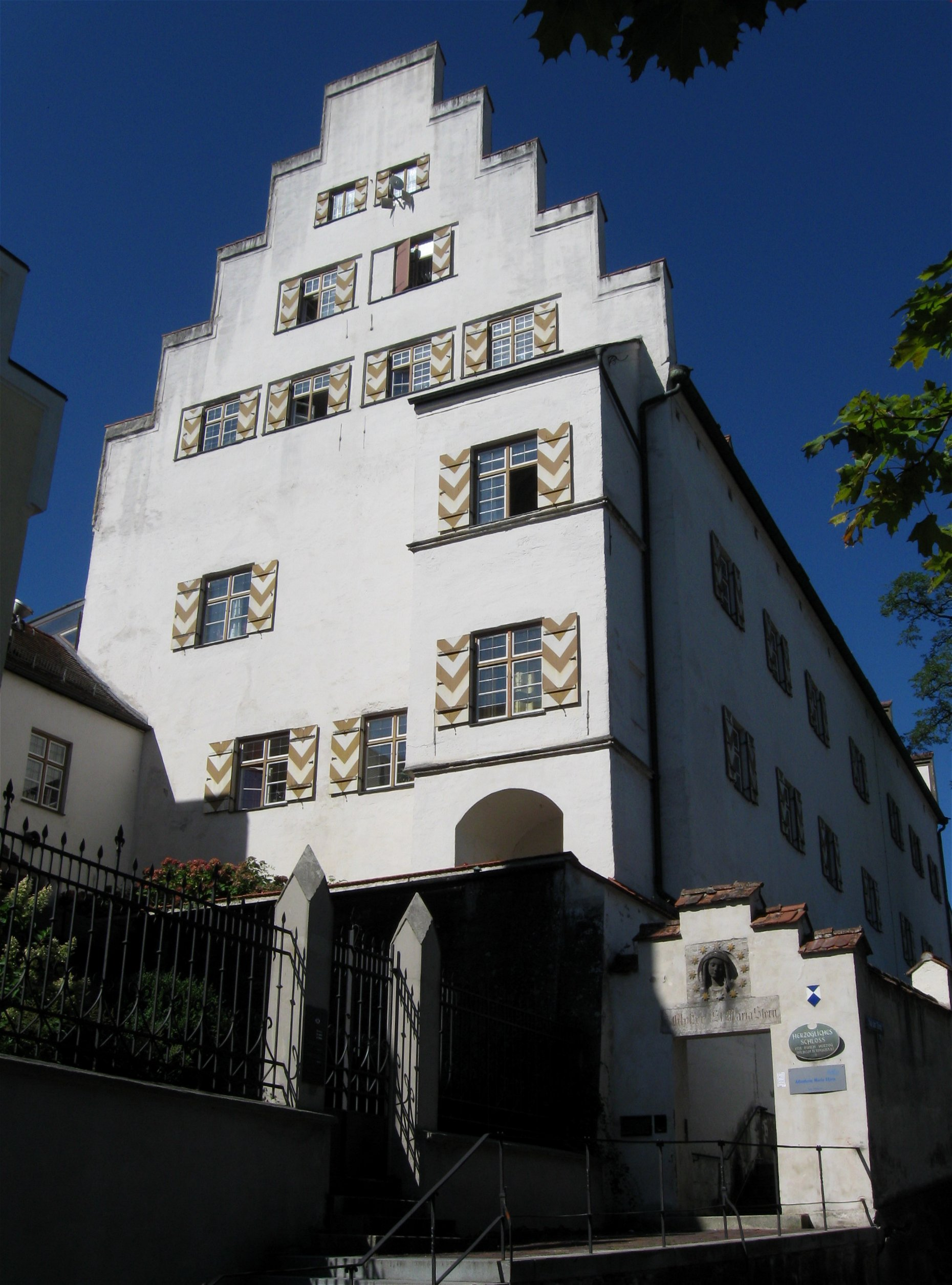
Schloss Wasserburg

Unterhalb der neuen „Burg am Wasser“, in meist hochwasserfreiem Gebiet beim späteren Marienplatz, bestand zu dieser Zeit nur die Fischer- und Schiffersiedlung Hohenau. Um 1100 war dieser Siedlungsraum noch beschränkt, erst in den nachfolgenden Jahrhunderten landete der Inn am Gleithang Kies- und Sandbänke an, die eine Erweiterung des bebaubaren Gebietes ermöglichten. Noch unter Engelbert wurden Innbrücke und Mauthaus erbaut. Der Durchzug der Salzstraße durch die Siedlung und die Burg führte zu einer raschen städtischen Entwicklung. 1201 erscheint der Ort als Markt, zwischen 1160 und 1220 wurde er mit einer Ringmauer umgeben. Um die Mitte des 13. Jahrhunderts wurde für die Burg und Ansiedlung zusammen der Name „Wasserburg“ gebräuchlich, vermutlich besaß der Ort auch schon Stadtrecht. 1250 wurde mit dem Bau des ersten Rathauses begonnen, fünf Jahre später mit dem ersten Bau der Pfarrkirche St. Jakob. Von der romanischen Stadt Wasserburg nimmt man an, sie sei eine Rundstadt gewesen. Im Osten blieb die Ausdehnung dieser Siedlung im Verlauf des Nagelschmiedgäßchens erkennbar, auch die Fletzingergasse zeichnet wohl eine Verlaufslinie dieser Stadt nach. Ebenso könnte in den als „Hinter den Mauern“ bezeichneten Resten eines ehemaligen Wehrgürtels, der später verstärkt wurde, der ursprüngliche Verlauf der romanischen Anlage sichtbar sein.

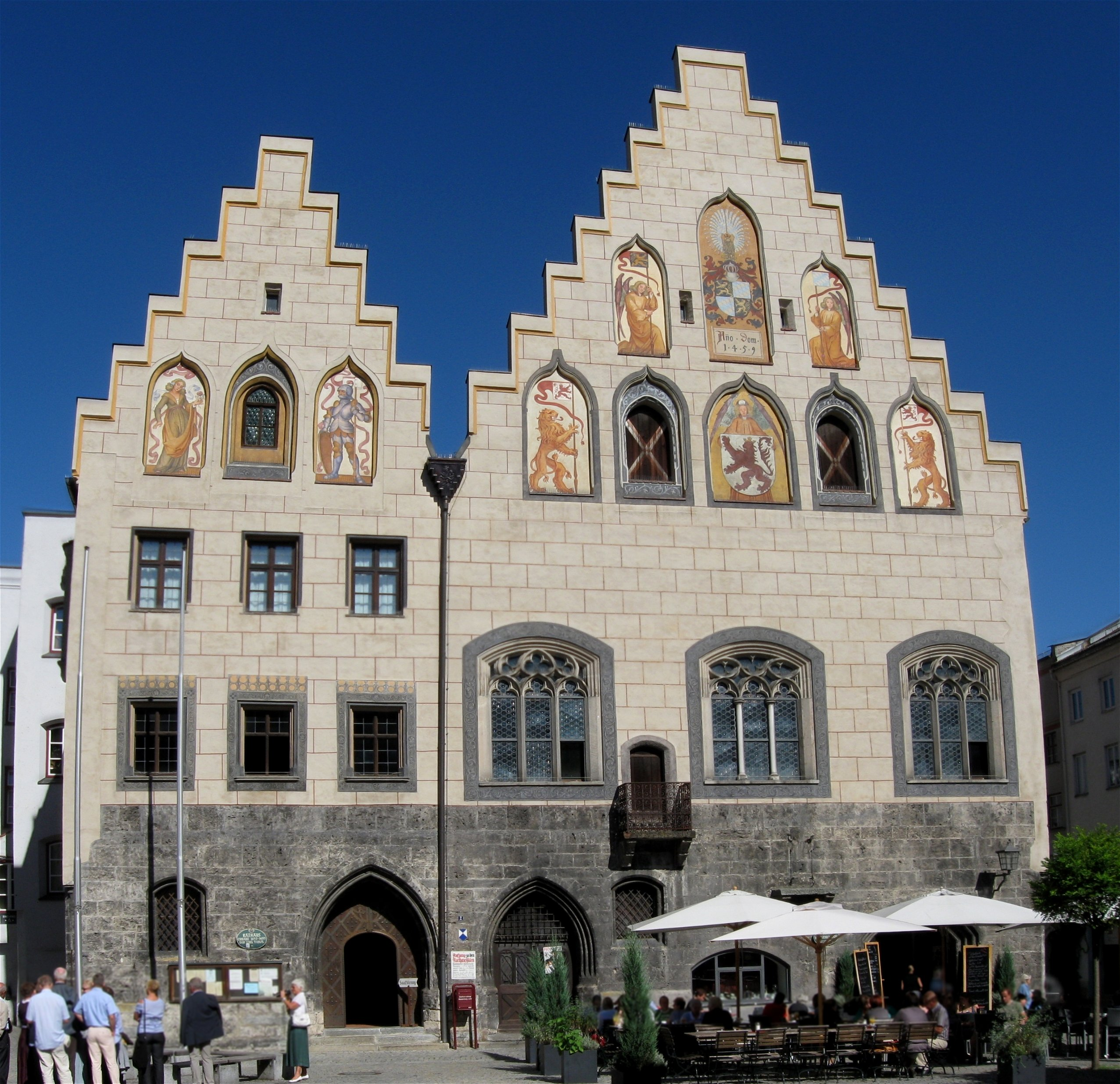
Das Rathaus von Wasserburg

Die Stadt, die 1248 in den Besitz der bayerischen Herzöge übergegangen war, stand später in hoher Gunst Kaiser Ludwigs des Bayern. Er stattete sie 1332 nicht nur mit dem ausschließlichen Recht der Salzniederlage aus, er unterstützte auch ihren Wiederaufbau nach dem verheerenden Brand von 1339. Neue Achsen wurden in die Rundsiedlung gelegt, die zur Anlage des breiten Stadtplatzes und dem System rechtwinklig verstrebter Längs- und Querstraßen führten. Der heutige Grundriss von Wasserburg ist weitgehend identisch mit diesem einheitlichen Bebauungsplan des 14. Jahrhunderts. In diesem und dem Jahrhundert darauf hatte die Stadt ihre expansivste Phase. Bereits in den ersten Jahrzehnten des 14. Jahrhunderts wurde der Bau einer zweiten Kirche notwendig, der am Stadtplatz liegenden Frauenkirche (1324). 1341 entstanden Spital und Kirche von Hl. Geist, 1374 der erste Bau des Brucktores, 1392 der Salzstadel auf dem Gelände der heutigen Hofstatt. 1410 wurde mit dem heutigen Bau von St. Jakob, 1457 mit dem weiteren Ausbau des Rathauses begonnen. 1415 war die Stadtbefestigung durch Herzog Ludwig den Gelehrten so erhöht und verstärkt worden, dass weder 1422 Herzog Heinrich von Landshut noch 1648 die Schweden und Franzosen die Stadt einnehmen konnten. Die alte Grafenburg wurde 1531–40 durch das neue herzogliche Schloss ersetzt. Den Endpunkt der eindrucksvollen wirtschaftlichen und städtebaulichen Entwicklung setzte bei Beendigung des Landshuter Erbfolgekrieges 1504 Herzog Albrecht IV., der die Stadt für ihre Politik während des Krieges mit Entzug des Monopols des Salzstapelrechts strafte, das er dem Markt Rosenheim einräumte.

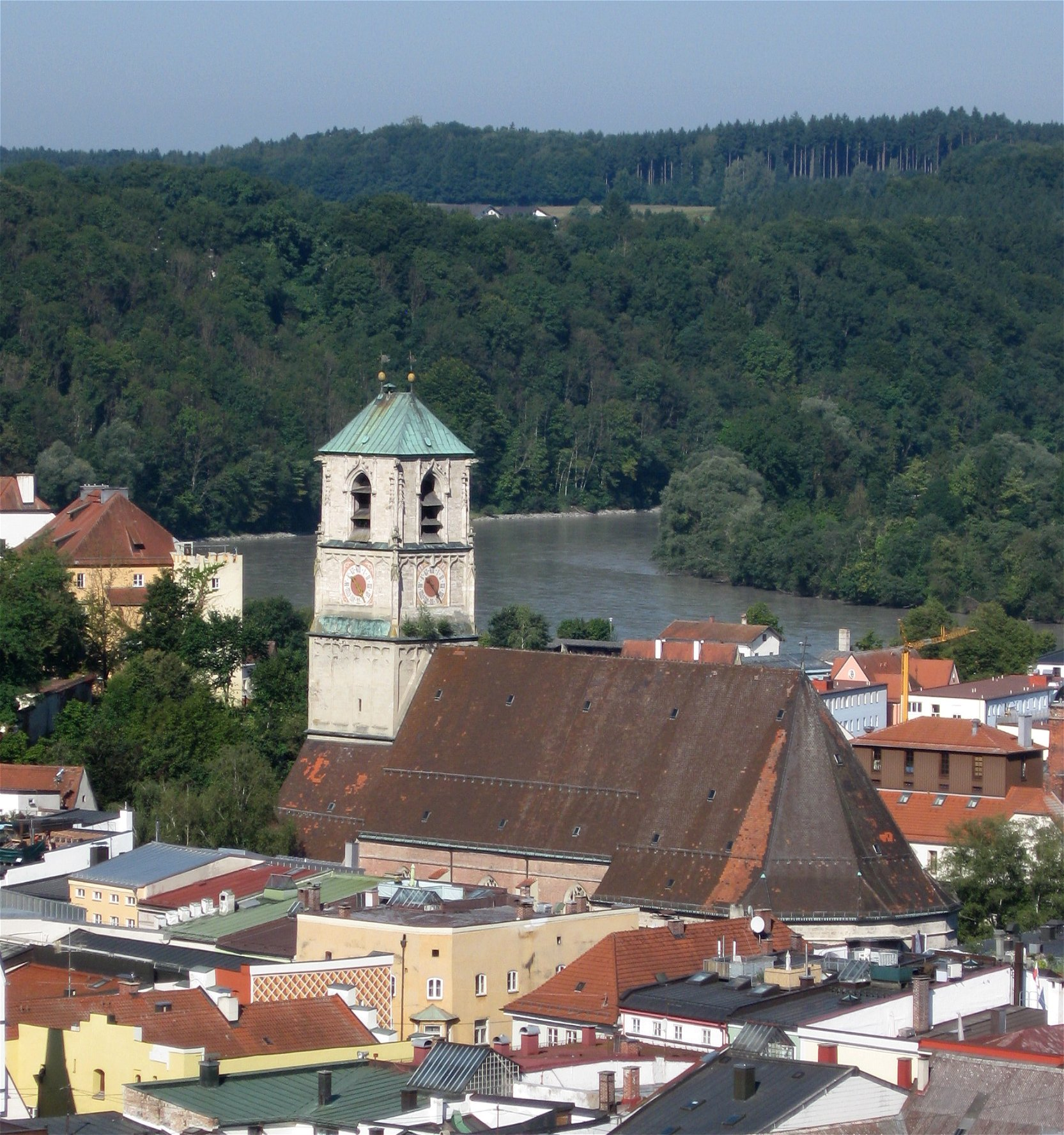
Pfarrkirche St. Jakob

Dem wirtschaftlichen Niedergang, der daraus folgte, entsprach der politische mit der Auflösung des Rentamtes 1505. Lediglich als Flusshafen wahrte die Stadt ihren alten Rang. Über das Spätmittelalter hinaus brachten Wasserburger Schiffermeister aus Österreich und Ungarn Getreide und Wein an die Wasserburger Lände. Die Stadt galt als Handels- und Kriegshafen von München. Seit 1749 wurde auf dem Schwemmland außerhalb der Stadtmauer und im Anschluss an die Gries-Bebauung Hopfenanbau eingeführt, woran auch die Bebauung rechts des Inn erinnert: Brauereigebäude, Gasthöfe und Sommerkeller. Mit dem Bau der Saline Rosenheim, 1810, war der Salzhandel fast ganz erloschen, 1865 fuhr das letzte Dampfschiff auf dem Inn.
Primär am Grundriss zeigt sich der funktionale Aufbau der Stadt: Östlich der Burgbergerhebung entwickelt sich zur Innlände immer mehr absteigend ein Stadtkörper, dessen ehemals fast vollständige Ummauerung der längsovalen Form der Landzunge nachgeht, dessen Hauptstraßensystem jedoch streng rechtwinklig ist. Dichte Zeilenbebauung auf schmalen Grundstücken zeigt die intensive Nutzung des durch die Innschleife vorgegebenen Terrains. Als „Rückgrat“ der Stadt muss der Zug der Salzstraße gelten. Sie erreichte über die Innbrücke und durch das Brucktor die Stadt und bog im rechten Winkel in den Marktraum ein. Die Salztransporte wurden bis zum Ende des 15. Jahrhunderts durch die Salzendergasse bewegt, wo sich bei der heutigen Hofstatt der älteste Salzstadel befand; der Weg führte dann westwärts durch die Ledererzeile und über den Fuhrtaller Berg (Bergstraße) zur Alten Landstraße. Nach dem Bau des neuen Mauthauses an der Ecke der Schmiedzeile zum Markt wurde der Weg direkt über die Schmiedzeile zur Burg und zur Landstraße genommen. Die älteren Stapel- und Ladeplätze lagen östlich der Salzsendergasse bis hin zur Stadtmauer und in den Nebengassen.

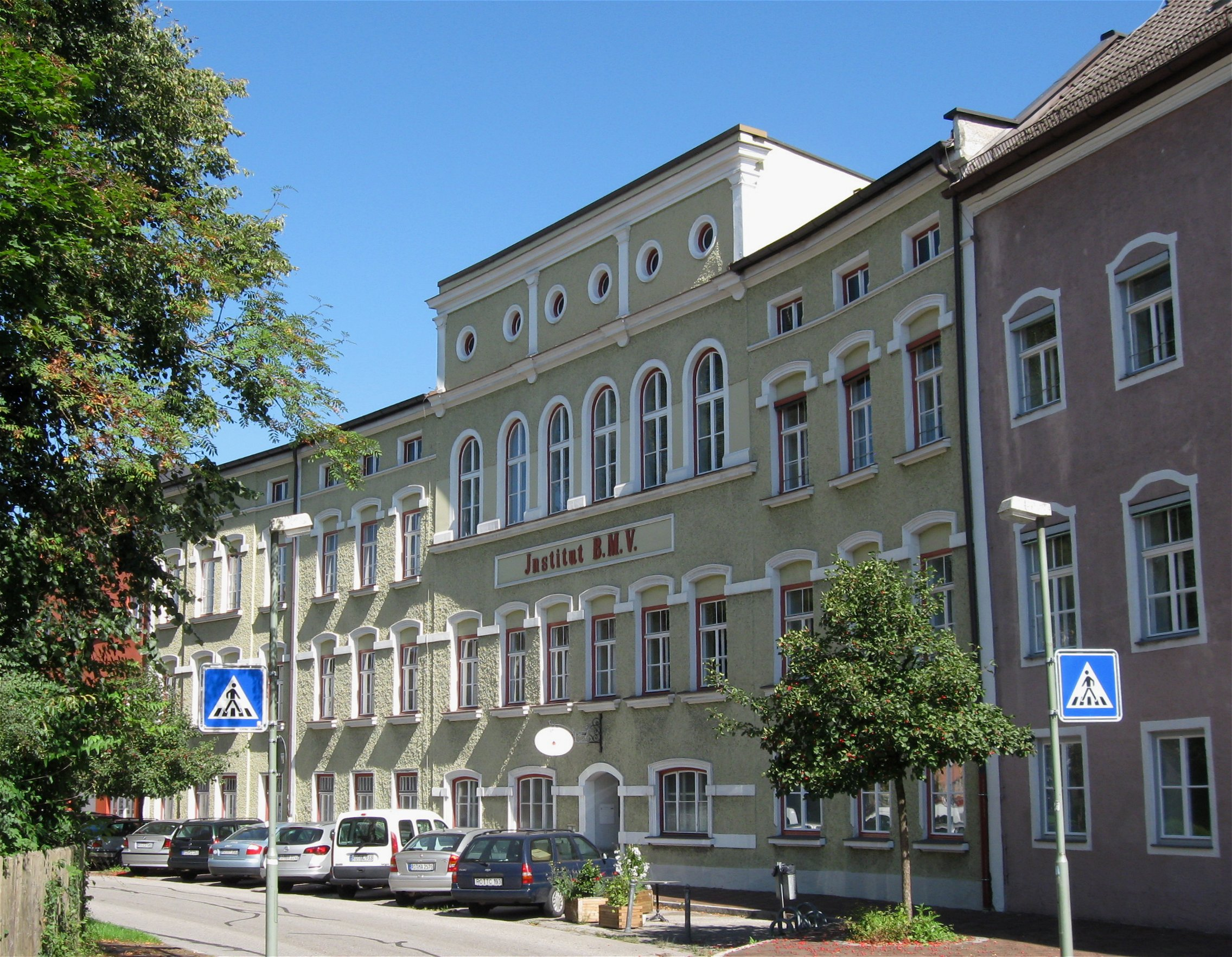
Am Kaspar-Aiblinger-Platz

Im späteren Mittelalter, bei beginnendem Raummangel innerhalb der Stadt, hatte man den Stapelplatz hinter die Mauer auf das angeschwemmte Gelände des Gries ausgedehnt. Etwa in parallelem Bogen zur Mauer wie zur Uferzone wurde das Gelände bebaut; die geschlossene Häuserwand am Kaspar-Aiblinger-Platz folgt dieser Linie. Die erstaunliche Größe des Marktplatzes bedingte der umfangreiche Frachtverkehr, der vor den Handels- und Geschäftshäusern Platz für das Abstellen und das Be- und Entladen der Fuhrwerke beanspruchte. Zusammen mit der nur wenig schmaleren Herrengasse entstand hier das vornehme Viertel der Ratsherren, Kaufherren und Schiffmeister, das Repräsentations-, Geschäfts- und Verwaltungszentrum der Stadt. Marktkirche, Rathaus und Mauthaus veranschaulichen die funktionale Dichte dieses Stadtbereichs. Neben diesen platzartig weiten Straßen haben die restlichen, meist mit Handwerkerhäusern bebauten, Gassenbreite. Ausgedehnter ist nur die Ledererzeile, die bis 1836 auch als Viehmarkt diente. Vom Verkehr des Marktes abgewendet und durch eine Häuserzeile von ihm getrennt, liegt die Pfarrkirche zwischen Burg und Stadt, hochwassersicher in den leichten Winkel gebettet, den der Burghügel an seinem östlichen Auslauf bildet.
Charakteristisch für Wasserburg ist die Struktur der Grundstücksparzellen. Die Begrenztheit der Flächen zwischen den Mauern, der große Bedarf an Lagerraum und das Bestreben, den Bürgern gleich breite Anteile an den Straßenfronten zu sichern, haben einen Haustyp hervorgebracht, der sich über extrem tiefen, zur Straße schmalen Grundstücken erhebt. So treten im Straßenbild der Herrengasse Rückfronten von Bürgerhäusern der Nordseite des Marienplatzes, in der Färbergasse solche der parallel laufenden Herrengasse auf. Lediglich der Marienplatz selbst ist ausschließlich von Frontfassaden eingefasst; die Rückseiten seiner südlichen Häuserzeile bilden darüber hinaus zusammen mit den Spitalbauten eine geschlossene Innfront aus. Die Tiefe der Anwesen füllen Wohnbauten, Nebenhäuser, Wirtschaftsgebäude, Ställe und Lagerhäuser. Üblich ist die Trennung der vorderen von den hinteren Gebäuden durch einen Hof, der Belichtung und Belüftung ermöglicht, oder wenigstens durch Lichtschächte. Die durch die Höfe getrennten Teile wurden durch Galerien verbunden, die häufig aufwendig ausgestaltet sind.

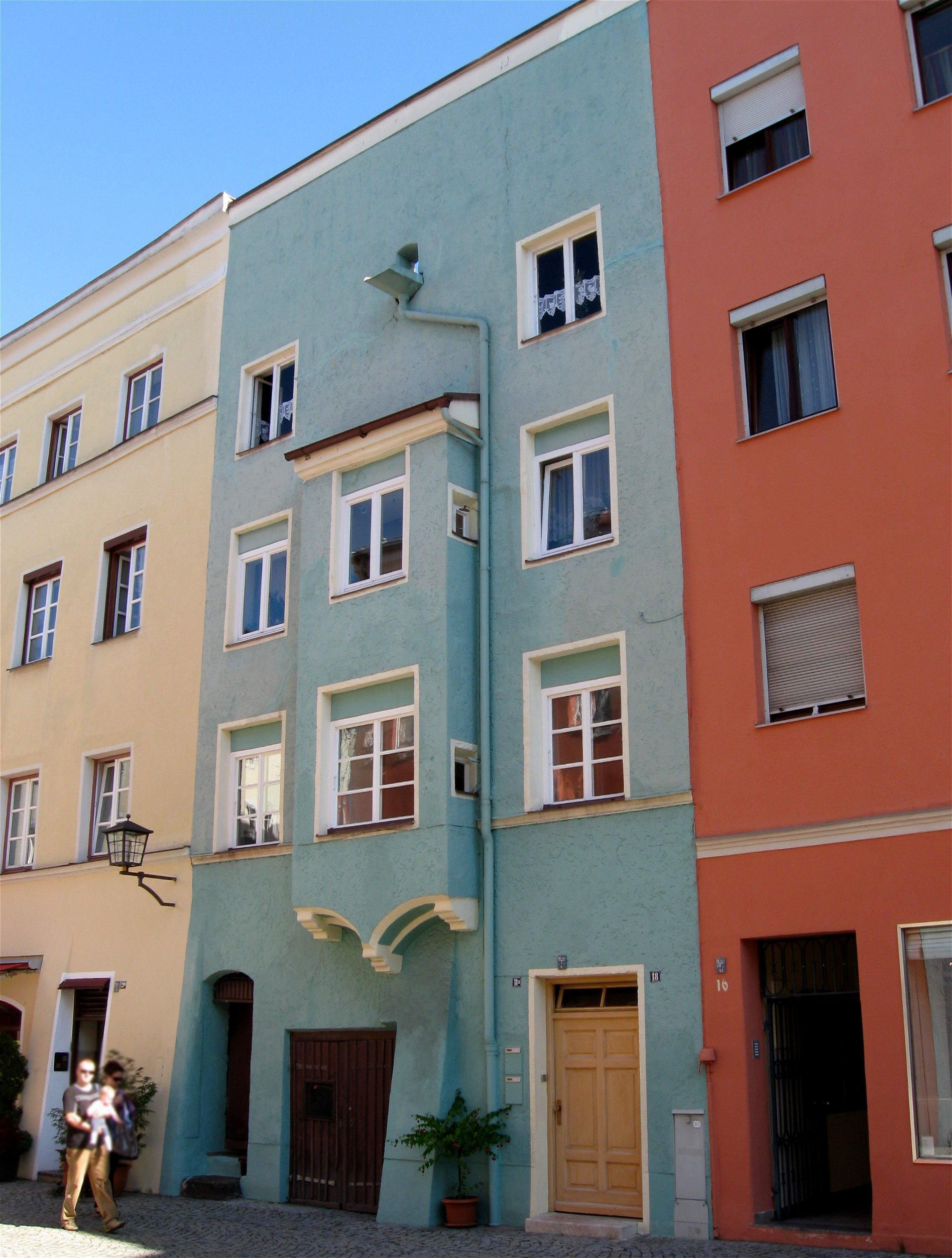
Häuser in der Salzsenderzeile

Im Aufriss zeigt sich eine einheitliche Formung des Straßenbildes durch das seit dem 17. Jahrhundert vollausgebildete Innstadt-Haus. Die in annähernd gleicher Hauptgesimshöhe durchlaufenden Feuer- oder Vorschussmauern geben den Häuserreihen wandartigen Charakter. Auf engem Raum entstanden so saalartige Straßenplätze mit stark räumlicher Wirkung, weit und rechtwinklig angelegt und kontrastierend zu den engen schluchtartigen Gassen. Die in die Platzwände wie eingeschnitten wirkenden Seitengasse werden durch Schwibbögen optisch wieder geschlossen. Die Wand, die Mauerfläche, dominiert über Maueröffnungen, wie Fenster, Türen, Laubenbögen, Flacherker, Aufzugsluken, Lüftungsöffnungen, Öffnungen für die Wasserspeier der hinter den Vorschussmauern liegenden Grabendächer. Die Putzgliederungen der Fassaden sind wenig ausladend und flach ausgebildet. Das einzelne Haus fügt sich in die Straßenfront ein und hebt sich allenfalls durch einen leichten Farbton von den Nachbarhäusern ab. Die Flächigkeit der Straßenwände wird lediglich durch die Lauben im Erdgeschoss unterbrochen. Deren Bogenöffnungen sind selten gleichartig, von kräftigen Pfeilern getragen, laufen sie spitz zu oder rund auf und ab, bilden Tonnengewölbe mit und ohne Stichkappen, Kreuzgewölbe mit und ohne Rippen, treten vor und zurück. Die Lauben entstanden ab 1500 und wurden oft schon bestehenden Bauten als zweite Fassade vorgesetzt. Sie bildeten nicht nur Durchgänge für die Bewohner, sondern schufen auch zusätzlichen Werkstatt- oder Verkaufsraum.
Aktennummer: E-1-87-182-1

## Baudenkmäler nach Gemeindeteilen

### Wasserburg
| Lage                                              | Objekt | Beschreibung | Akten-Nr.                | Bild                                                         |
| ------------------------------------------------- | --- | --- | ------------------------ | ------------------------------------------------------------ |
| Achatzstraße 4 (Standort)                         | Salettl | Schmaler Ständerbohlenbau mit Satteldach, um 1910 | D-1-87-182-163           | weitere Bilder                                               |
| Achatzstraße 6 (Standort)                         | Katholische Kirche St. Achatz, ehemalige Leprosenhauskirche                                                                        | Spätgotischer Saalbau mit Dachreiter, von Wolfgang Wiser, 1483–1485 Friedhofsummauerung, 1487 | D-1-87-182-1             | weitere Bilder                                               |
| Achatzstraße 8 (Standort)                         | Wohnhaus, ehemaliges Mesnerhaus | Zweigeschossiger massiver Flachsatteldachbau mit Giebelbundwerk, 1. Hälfte 19. Jahrhundert | D-1-87-182-2             | weitere Bilder                                               |
| Achatzstraße 8 (Standort)                         | Denkmal der Kurfürstin Maria Leopoldine von Bayern (gestorben 1848)                                                                | In gotisierenden Formen, umgeben von einem Thujenhain, 1848 | D-1-87-182-3             | weitere Bilder                                               |
| Am Gries 1 (Standort)                             | Grundschule | ehem. Mädchenschule, dreigeschossiger Satteldachbau über winkelförmigem Grundriss, nach Plänen von Stadtbaumeister Anton Schwarzenberger, 1912. | D-1-87-182-267           | weitere Bilder                                               |
| Am Pulverturm 2 (Standort)                        | Ehemaliger Verteidigungsturm der Stadt, nach 1860 Pulverturm                                                                       | Dreigeschossiger Walmdachbau, wohl 17. Jahrhundert | D-1-87-182-5             | Ehemaliger Verteidigungsturm der Stadt, nach 1860 Pulverturm |
| An der Stadtmauer 2; Im Hag 4 (Standort)          | Stadtbefestigung | Stadtbefestigung, erste Befestigungsbauten und Vollendung der Ringmauer, um 1120, Erhöhung und Verstärkung der in Teilabschnitten erhaltenen Ringmauer, 1415, ab dem 19. Jh. in weiten Teilen abgetragen, Reste der Stadtmauer in zahlreichen Gebäuden der Fletzingergasse sowie Hinter den Mauern erhalten; ehem. Befestigungsturm, sog. Roter Turm, viergeschossig mit Zinnenkranz und Durchfahrt, nach 1415; ehem. Hungerturm mit Resten der Wehrmauer, viergeschossig, mit Zinnenkranz, wohl 15. Jh. | D-1-87-182-260           | weitere Bilder                                               |
| Auf der Burg 1 (Standort)                         | Ehemaliges Amtsrichterhaus | Zweigeschossiger Satteldachbau mit Treppengiebeln auf hohem Sockelgeschoss, 1906 über spätmittelalterlichem Vorgängerbau Einfriedung, gleichzeitig Südlich vorgelagerter Schalenturm der ehemaligen Burgbefestigung mit westlich angeschlossenem Mauerzug, spätmittelalterlich | D-1-87-182-7             | weitere Bilder                                               |
| Auf der Burg 2 (Standort)                         | Wohnhaus, sogenanntes Noder’sches Haus                                                                                             | Viergeschossiger Walmdachbau, baulich integriert Reste des mittelalterlichen Wehrgangs, an der Nordostecke Turm mit Zinnenkranz, im Kern wohl 16./17. Jahrhundert, Ausbau im 19. und 20. Jahrhundert, Turm von 1648 | D-1-87-182-8             | weitere Bilder                                               |
| Auf der Burg 3 (Standort)                         | Schloss | Ehemaliges herzogliches, später kurfürstliches Schloss, seit 1909 Franziskanerinnenkloster, seit 1947 Altenheim, dreigeschossiger spätgotischer Satteldachbau mit Treppengiebeln, mit Resten der mittelalterlichen Wehrmauer, 1531 Ziehbrunnen Gartenmauer, gotisierend, um 1900 | D-1-87-182-9             | weitere Bilder                                               |
| Auf der Burg 4 (Standort)                         | Ehemaliges Dechanthaus | Viergeschossig, mit klassizisierender Fassadenmalerei, Keller mit Kreuzrippengewölbe 14. Jahrhundert, Obergeschosse 17./18. Jahrhundert | D-1-87-182-10            | weitere Bilder                                               |
| Auf der Burg 5 (Standort)                         | Burgkapelle St. Ägidius | Spätgotischer Saalbau mit eingezogenem Chor und Nordturm mit Spitzhelm, 1464, im Kern 12./13. Jahrhundert. | D-1-87-182-11            | weitere Bilder                                               |
| Auf der Burg 6 (Standort)                         | Ehemaliges Rentamt, dann Bezirksamt, jetzt Vermessungsamt                                                                          | Viergeschossiger Walmdachbau, im Kern 15. Jahrhundert, Ausbau 18./19. Jahrhundert | D-1-87-182-12            | weitere Bilder                                               |
| Auf der Burg 8 (Standort)                         | Ehemaliges Richter- und Pflegerhaus, seit dem frühen 19. Jahrhundert Gefängnis                                                     | Viergeschossiger Bau mit hohem Satteldach, Westtrakt vorspringend mit Walmdach, im Kern spätmittelalterlich, Westtrakt um 1500, umgebaut um 1800 | D-1-87-182-13            | weitere Bilder                                               |
| Auf der Burg 9 (Standort)                         | Ehemaliger Herzoglicher Getreidekasten                                                                                             | Langgestreckter dreigeschossiger Satteldachbau mit Treppengiebeln, Aufzugsluke und Gauben, spätmittelalterlich, erbaut durch Herzog Wilhelm IV. 1526, Fresken an der Front bezeichnet mit dem Jahr 1526. | D-1-87-182-14            | weitere Bilder                                               |
| Auf der Burg 10 (Standort)                        | Wohnhaus | Dreigeschossiger, nordseitig unverputzter Walmdachbau, mit Rest des mittelalterlichen Burgtors und der Wehrmauer (Durchlass zum Weberzipfel), im Kern spätmittelalterlich | D-1-87-182-15            | weitere Bilder                                               |
| Auf der Burg 11 (Standort)                        | Ehemaliges Amtsgebäude | Langgestreckter, dreigeschossiger Bau mit klassizistischer Fassadengestaltung, zum Teil nach Nr. 9 übergreifend, Osttrakt mit Treppengiebel und Satteldach, Westtrakt abgewalmt, 18. Jahrhundert | D-1-87-182-17            | weitere Bilder                                               |
| Auf der Burg 13 (Standort)                        | Wohnhaus | Viergeschossiger, westlich abgewalmter Bau, Teil der ehemaligen Burg, im Kern 16./17. Jahrhundert | D-1-87-182-18            | weitere Bilder                                               |
| Auf der Burg 15, 17 (Standort)                    | Ehemaliges Speichergebäude | Zweigeschossiger Walmdachbau mit Rundbogenfenstern und Fassadengliederung, um Mitte 19. Jahrhundert | D-1-87-182-19            | weitere Bilder                                               |
| Bäckerzeile 1 (Standort)                          | Wohnhaus | Zweigeschossiger Pultdachbau mit spätklassizistischer Fassadengliederung, um 1870/1880 | D-1-87-182-20            | weitere Bilder                                               |
| Bäckerzeile 3, 3 a, 3 b, 3 c, 3 d (Standort)      | Ehemalige Brauerei, sogenanntes Danninger-Anwesen                                                                                  | Dreieinhalbgeschossiger Walmdachbau in Ecklage, über älterer baulicher Grundlage 1815 errichtet, nach Brand 1885 wiederhergestellt, Fassadengliederung nach 1885 | D-1-87-182-21            | weitere Bilder                                               |
| Bäckerzeile 4 (Standort)                          | Wohnhaus | Dreigeschossiger Eckbau mit Pultdach, Kern 17./18. Jahrhundert | D-1-87-182-22            | weitere Bilder                                               |
| Bäckerzeile 6 (Standort)                          | Wohnhaus | Viergeschossig, mit Vorschussmauer, Stützpfeiler und Flacherker, wohl 16. Jahrhundert | D-1-87-182-23            | weitere Bilder                                               |
| Bäckerzeile 8 (Standort)                          | Wohnhaus | Viergeschossig, mit Stützpfeilern und Flacherker, 16./17. Jahrhundert | D-1-87-182-24            | weitere Bilder                                               |
| Bahnhofsplatz 7 (Standort)                        | Wohnhaus | Zweigeschossiger, modern historisierender Bau mit steilem Satteldach, Flacherker, halbrund vortretendem Eingangsrisalit und Putzgliederungen sowie Stuckdekor, um 1925 | D-1-87-182-25            | weitere Bilder                                               |
| Bahnhofsplatz 10 (Standort)                       | Gedenkstein | Neugotisch, zur Erinnerung an den Verlauf des Inns bis 1812, zweite Hälfte 19. Jahrhundert | D-1-87-182-217           | weitere Bilder                                               |
| Berggasse 6, 6 a (Standort)                       | Stuckdecke | Im ersten Obergeschoss, 18. Jahrhundert | D-1-87-182-248           | BW                                                           |
| Berggasse 10 (Standort)                           | Wohnhaus | Viergeschossiges Bürgerhaus mit Fassadenmalereien, im Kern spätmittelalterlich | D-1-87-182-26            | weitere Bilder                                               |
| Bruckgasse 1 (Standort)                           | Wohn- und Geschäftshaus | Viereinhalbgeschossig, mit Flacherker und Durchfahrt zum Hof, wohl 16. Jahrhundert | D-1-87-182-27            | weitere Bilder                                               |
| Bruckgasse 2 (Standort)                           | Ehemaliges Hl.-Geist-Spital, jetzt Museum                                                                                          | Viereinhalbgeschossig mit Zinnenkranz, im Kern 14. Jahrhundert, Ausbau 1568 und im 18./19. Jahrhundert, Fassadenmalereien von 1568, rekonstruiert 1983; in baulicher Verbindung mit Bruckgasse 9. | D-1-87-182-28            | weitere Bilder                                               |
| Bruckgasse 3 (Standort)                           | Wohnhaus | Dreigeschossiger Grabendachbau mit Fassaden zum Inn und nördlich zum Hof, im Kern 16./17. Jahrhundert | D-1-87-182-29            | weitere Bilder                                               |
| Bruckgasse 4 (Standort)                           | Ehemalige Hl.-Geist-Spitalkirche                                                                                                   | Saalbau mit Dachreiter, 1380, Umbau Mitte 19. Jahrhundert Einfriedungsmauer und Brunnen mit Gedenktafel, 1849 | D-1-87-182-30            | weitere Bilder                                               |
| Bruckgasse 5, 7 (Standort)                        | Ehemaliges Zeug- und Stadthaus, im 19. Jahrhundert Hl.-Geist-Spital, dann sogenanntes Pensionat II (Nr. 7)                         | Viereinhalbgeschossig, mit Zinnenkranz, im Kern 14. Jahrhundert, Um- und Ausbau um 1470, Aufstockung und Fassade 1892 Stadteinwärts anschließend ehemaliges Handwerkerhaus, sogenanntes Ferstlhaus (Nr. 5), viereinhalbgeschossig, mit Zinnenkranz und Fassadenmalereien, im Kern 14. Jahrhundert, erneuert im 15. und 16. Jahrhundert, 1929 Einbau von Fußgängerarkaden; in baulicher Verbindung mit Bruckgasse 9 | D-1-87-182-31            | weitere Bilder                                               |
| Bruckgasse 9 (Standort)                           | Stadttor, sogenanntes Brucktor | Viergeschossiger Torturm mit Zinnen, neu erbaut durch Wolfgang Wiser, 1470, Wandmalereien von Hans Bocksberger und Christoph Schwartz, 1568, erneuert 1890, 1964 und 1983; in baulicher Verbindung mit Bruckgasse 2, 5 und 7; Siehe auch Stadtbefestigung | D-1-87-182-32            | weitere Bilder                                               |
| Färbergasse 1 (Standort)                          | Ehemaliger Gasthof | Dreigeschossiges Eckhaus mit zwei Erkern, ehemals mit Grabendach, im Kern 16. Jahrhundert, Ausleger bezeichnet mit dem Jahr 1832 | D-1-87-182-34            | weitere Bilder                                               |
| Färbergasse 3 (Standort)                          | Ehemalige Apotheke | Viergeschossiges Wohn- und Geschäftshaus mit biedermeierlicher Haustür, um Mitte 19. Jahrhundert | D-1-87-182-35            | weitere Bilder                                               |
| Färbergasse 6, 6 a (Standort)                     | Ehemaliger Speicher | Dreigeschossiger Flachsatteldachbau, im Kern 16./17. Jahrhundert, Ausbau zum Wohnhaus im 19. Jahrhundert | D-1-87-182-36            | weitere Bilder                                               |
| Färbergasse 8 (Standort)                          | Ehemaliger Getreidespeicher, dann Wohnhaus                                                                                         | Fünfgeschossig mit Erker und gewölbtem Durchgang zur Herrengasse 13, im Kern 16./17. Jahrhundert, Aus- und Umbau zum Wohnhaus 1905/1906 | D-1-87-182-37            | weitere Bilder                                               |
| Färbergasse 9 (Standort)                          | Wohn- und Geschäftshaus mit Weinstube                                                                                              | Viergeschossiger Bau mit spätklassizistischer Fassadengliederung und durchbrochener Vorschussmauer, geschnitzte Haustür und Ausleger, um Mitte 19. Jahrhundert | D-1-87-182-38            | weitere Bilder                                               |
| Färbergasse 10 (Standort)                         | Rückgebäude des Heimathauses (siehe Herrengasse 15)                                                                                | dreigeschossig mit Flacherker und hoher Vorschussmauer, 15./19. Jahrhundert | D-1-87-182-74 zugehörig  | weitere Bilder                                               |
| Färbergasse 12 (Standort)                         | Wohn- und Geschäftshaus | Dreigeschossiger Giebelbau, im Kern wohl 16./17. Jahrhundert, Fassadenmalereien modern | D-1-87-182-41            | weitere Bilder                                               |
| Färbergasse 19 (Standort)                         | Wohn- und Geschäftshaus | Viergeschossiger Traufseitbau, Türgitter bezeichnet mit dem Jahr 1839, erneuert | D-1-87-182-42            | weitere Bilder                                               |
| Fletzingergasse 2 (Standort)                      | Wohnhaus | Schmaler, viergeschossiger Bau mit Vorschussmauer und Stützpfeilern, spätmittelalterlich, Fassadengliederung 19. Jahrhundert Rest der Stadtmauer des 13. Jahrhunderts, überbaut (Siehe auch: An der Stadtmauer 2: Stadtbefestigung) | D-1-87-182-44            | weitere Bilder                                               |
| Fletzingergasse 4 (Standort)                      | Wohnhaus | Dreieinhalbgeschossig mit Stützpfeilern, im Kern 18./19. Jahrhundert Rest der Stadtmauer des 13. Jahrhunderts, überbaut (Siehe auch: An der Stadtmauer 2: Stadtbefestigung) | D-1-87-182-45            | weitere Bilder                                               |
| Fletzingergasse 6 (Standort)                      | Speichergebäude | Dreigeschossig, mit Stützpfeilern, 17./18. Jahrhundert Rest der Stadtmauer des 13. Jahrhunderts, überbaut (Siehe auch: An der Stadtmauer 2: Stadtbefestigung) | D-1-87-182-46            | weitere Bilder                                               |
| Fletzingergasse 10, 12 (Standort)                 | Doppelwohnhaus | Viergeschossig, mit zwei Stützpfeilern, 15./16. Jahrhundert Rest der Stadtmauer des 13. Jahrhunderts, überbaut (Siehe auch: An der Stadtmauer 2: Stadtbefestigung) | D-1-87-182-48            | weitere Bilder                                               |
| Fletzingergasse 14 (Standort)                     | Wohnhaus | Viergeschossig, mit Vorschussmauer, 15./16. Jahrhundert Rest der Stadtmauer des 13. Jahrhunderts, überbaut (Siehe auch: An der Stadtmauer 2: Stadtbefestigung) | D-1-87-182-49            | weitere Bilder                                               |
| Frauengasse 2 (Standort)                          | Wohn- und Geschäftshaus | Viergeschossiger Eckbau mit Stützpfeilern und polygonalem Eckerker, 17. Jahrhundert | D-1-87-182-51            | weitere Bilder                                               |
| Frauengasse 4 (Standort)                          | Wohnhaus mit Laden | Viereinhalbgeschossig, mit vorgezogenem Obergeschoss, wohl 17. Jahrhundert, Ladeneinbau um 1900, Aufstockung und Dach modern | D-1-87-182-52            | weitere Bilder                                               |
| Gerblgasse 1 (Standort)                           | Wohn- und Geschäftshaus | Dreieinhalbgeschossiger Walmdachbau in Ecklage, mit Putzgliederung und Rundbogenfenstern im Erdgeschoss, einachsige Front zur Salzsendergasse, nach 1841 | D-1-87-182-54            | weitere Bilder                                               |
| Gerblgasse 2 (Standort)                           | Wohnhaus | Dreigeschossiges Eckhaus mit Pultdach und Stützpfeiler, 15. /16. Jahrhundert Rest der Stadtmauer des 13. Jahrhunderts, überbaut | D-1-87-182-55            | Wohnhaus                                                     |
| Heisererplatz (Standort)                          | Kriegerdenkmal | Zur Erinnerung an die Gefallenen von 1870/1871, Sandsteinsockel mit großer Zinkguss-Figurengruppe, von Theodor Haf, bezeichnet mit dem Jahr 1876 | D-1-87-182-250           | weitere Bilder                                               |
| Heisererplatz 1 (Standort)                        | Wohn- und Geschäftshaus | Viergeschossig, mit hölzernem Balkonvorbau, 16./17. Jahrhundert, Fassade Ende 19. Jahrhundert Ehemaliger Stallbau, zweigeschossiger Satteldachbau, Mitte 19. Jahrhundert | D-1-87-182-56            | weitere Bilder                                               |
| Heisererplatz 9 (Standort)                        | Wohnhaus | Dreigeschossiger Traufseitbau mit Mezzanin, klassizisierende Fassadengliederung, Ende 19. Jahrhundert | D-1-87-182-59            | weitere Bilder                                               |
| Heisererplatz 11 (Standort)                       | Ehemaliges Speichergebäude, dann Wohnhaus                                                                                          | Dreigeschossiger Massivbau mit Grabendach, 16./17. Jahrhundert, Umbau und Sanierung 2002 | D-1-87-182-60            | weitere Bilder                                               |
| Heisererplatz 13 (Standort)                       | Wohnhaus | Viergeschossig, mit zwei Flacherkern, 16./17. Jahrhundert, Obergeschoss 1907 | D-1-87-182-61            | weitere Bilder                                               |
| Heisererplatz 15 (Standort)                       | Wohnhaus | Viergeschossig, mit zwei Flacherkern, 16./17. Jahrhundert, Floriansrelief über der Tür, 18. Jahrhundert | D-1-87-182-62            | weitere Bilder                                               |
| Heisererplatz 17 (Standort)                       | Wohnhaus | Dreigeschossig, mit Vorschussmauer und Grabendach, 17. Jahrhundert | D-1-87-182-63            | weitere Bilder                                               |
| Herrengasse 1 (Standort)                          | Gasthof Weißes Rößl | Viergeschossiger Eckbau mit Mezzaningeschoss und Flachwalmdach, zweites Viertel 17. Jahrhundert, Sanierung 1989/1990 und Neugestaltung der Fassade auf der Basis der Renaissance-Ornamentik | D-1-87-182-64            | weitere Bilder                                               |
| Herrengasse 2 (Standort)                          | Wohn- und Geschäftshaus | Viereinhalbgeschossig, mit angesetzten Stützpfeilern und Flacherker, im Kern 14. Jahrhundert, Hausmarke bezeichnet mit dem Jahr 1617. Ehemaliges Rückgebäude von Marienplatz 16 | D-1-87-182-65            | weitere Bilder                                               |
| Herrengasse 3 (Standort)                          | Wohn- und Geschäftshaus | Viergeschossig, mit Vorschussmauer, Erdgeschossrustizierung und steinernem Türgewände, Holztür bezeichnet mit dem Jahr 1596 | D-1-87-182-66            | weitere Bilder                                               |
| Herrengasse 4 (Standort)                          | Wohn- und Geschäftshaus | Fünfgeschossig, mit Bodenerker, untere Geschosse 16./17. Jahrhundert | D-1-87-182-67            | weitere Bilder                                               |
| Herrengasse 5 (Standort)                          | Wohnhaus | Viergeschossig, mit Vorschussmauer, im Kern 16./17. Jahrhundert, Fassade 19. Jahrhundert | D-1-87-182-68            | weitere Bilder                                               |
| Herrengasse 6 (Standort)                          | Wohnhaus | Dreieinhalbgeschossig, mit Grabendach, Vorschussmauer und Stützpfeiler, Durchfahrt mit Stichkappentonne, Innenhof und Wendeltreppe, im Kern 16./17. Jahrhundert | D-1-87-182-69            | weitere Bilder                                               |
| Herrengasse 10 (Standort)                         | Wohn- und Geschäftshaus | Viereinhalbgeschossig, im Kern 17. Jahrhundert, klassizisierende Fassadengliederung, Ende 19. Jahrhundert | D-1-87-182-71            | Wohn- und Geschäftshaus                                      |
| Herrengasse 11 (Standort)                         | Wohnhaus | Viergeschossiger Bau mit Vorschussmauer, Erdgeschosslauben und zwei Flacherkern, ehemals mit Grabendach, im Kern wohl 16. Jahrhundert, Inneres erneuert | D-1-87-182-72            | weitere Bilder                                               |
| Herrengasse 13 (Standort)                         | Wohnhaus | Viergeschossig mit Grabendach und hoher Vorschussmauer, mit Erdgeschosslauben und Flacherker, Durchgang mit Stichkappentonne, 16./17. Jahrhundert | D-1-87-182-73            | weitere Bilder                                               |
| Herrengasse 15 (Standort)                         | Wohnhaus, sogenanntes Herrenhaus der Äbte von Attel, seit 1938 Stadtmuseum                                                         | Dreigeschossiger Bau mit Grabendach, Erker und Erdgeschosslauben, zweite Hälfte 15. Jahrhundert Rückgebäude (siehe Färbergasse 10), dreigeschossig mit Flacherker und hoher Vorschussmauer, 15./19. Jahrhundert | D-1-87-182-74            | weitere Bilder                                               |
| Herrengasse 17 (Standort)                         | Wohnhaus mit Gastwirtschaft | Viergeschossig, mit hoher Vorschussmauer und Erdgeschosslauben, ehemals mit Grabendach, wohl erste Hälfte 16. Jahrhundert, Fassade renoviert 1973, Erker rekonstruiert | D-1-87-182-75            | weitere Bilder                                               |
| Herrengasse 19 (Standort)                         | Wohn- und Geschäftshaus | Viergeschossig, mit verzierter Hohlkehle und Erdgeschosslauben mit Gewölben, Mitte 19. Jahrhundert, Ladeneinbau gleichzeitig | D-1-87-182-76            | weitere Bilder                                               |
| Herrengasse 21 (Standort)                         | Wohn- und Geschäftshaus | Viergeschossiger Eckbau mit verzierter Hohlkehle und Erdgeschosslauben mit Böhmischen Gewölben, um Mitte 19. Jahrhundert | D-1-87-182-77            | weitere Bilder                                               |
| Hochgarten 2 (Standort)                           | Villa | Zweigeschossig mit Halbwalmdach und polygonalem, über Eck gestellten Bodenerker mit Bleiverglasungen, in historisierenden Formen, um 1908 | D-1-87-182-78            | Villa                                                        |
| Hofstatt 1 (Standort)                             | Gasthof Roter Turm | Viereinhalbgeschossiger Eckbau mit Stützpfeilern, Erdgeschosslauben mit spätgotischen Kreuzgratgewölben, die Obergeschosse 1639 | D-1-87-182-79            | weitere Bilder                                               |
| Hofstatt 2 (Standort)                             | Ehemalige Bäckerei | Viergeschossiger Eckbau mit Vorschussmauer und abgemauertem Eckerker, 18./19. Jahrhundert | D-1-87-182-174           | weitere Bilder                                               |
| Hofstatt 3 (Standort)                             | Wohn- und Geschäftshaus | Viergeschossiger Bau mit Grabendach und neugotischem Zinnenkranz, 16./17. Jahrhundert, Marienbildnis wohl 19. Jahrhundert | D-1-87-182-80            | weitere Bilder                                               |
| Hofstatt 5 (Standort)                             | Wohnhaus | Einachsiger viergeschossiger Bau mit erkerartig vorgezogenem Obergeschoss und Grabendach, 16./17. Jahrhundert | D-1-87-182-81            | weitere Bilder                                               |
| Hofstatt 7 (Standort)                             | Wohnhaus | Viergeschossig, mit Flacherker und Okuli in Vorschussmauer, 16./17. Jahrhundert | D-1-87-182-82            | weitere Bilder                                               |
| Hofstatt 11 (Standort)                            | Wohnhaus | Dreieinhalbgeschossig, mit hohem Speichergeschoss und Vorschussmauer, 16./17. Jahrhundert | D-1-87-182-83            | weitere Bilder                                               |
| Hofstatt 13 (Standort)                            | Fassade | Fassade eines Wohn- und Geschäftshauses mit Erker, bezeichnet mit dem Jahr 1568 | D-1-87-182-84            | Fassade                                                      |
| Hofstatt 19 (Standort)                            | Wohn- und Geschäftshaus | Dreieinhalbgeschossig, mit Bodenerker und klassizisierender Putzgliederung, 17. Jahrhundert | D-1-87-182-85            | weitere Bilder                                               |
| Hofstatt 21 (Standort)                            | Wohn- und Geschäftshaus | Dreigeschossiger Pultdachbau mit geknickter Front sowie Flacherker, im Kern 16./17. Jahrhundert | D-1-87-182-86            | weitere Bilder                                               |
| Im Hag 5 (Standort)                               | Städtischer Friedhof | Friedhofskirche, neuromanische Saalkirche mit Dachreiter, 1850 Städtischer Friedhof, 1544 angelegt, 1590, 1835 und 1848 erweitert, westlicher Teil modern erweitert, u. a. mit Grabdenkmälern (Obelisken und Pfeiler mit Urnenaufsätzen an der Wegkreuzung), Anfang 19. Jahrhundert, Reihe von schmiedeeisernen Grabkreuzen, 19./20. Jahrhundert, Gedenkstätte für Wasserburger Pfarrherren, mit Kreuz und Pieta, um 1900 Friedhofsummauerung, unter Einbezug der mittelalterlichen Stadtmauer, Nordmauer mit Grabdenkmälern von Friedrich (um 1883), Mannhart (um 1902), Geigenberger (Ende 19. Jahrhundert), Schweighart (um 1883), Südmauer mit zwei kolossalen Heiligenfiguren, 18. Jahrhundert. (Siehe auch: An der Stadtmauer 2: Stadtbefestigung) Friedhofsportal, neuromanischer Backsteinbau mit eingelassenen Rotmarmorgrabsteinen des 16. bis 18. Jahrhunderts, 1855 Aussegnungshalle und Arkadengang, von 1837/1838, mit Grabstätten Stocker (neugotisch um 1875), Ponschab (neugotisch 1854), Palmano (neugotisch um 1882), Pohl (um 1900), Hutterer (um 1900), v. Hardungk (um 1842), Winnerl (1824), Weinberger (1831), Gerber (um 1818), Stautner (Ende 19. Jahrhundert), Heiserer (1858) und Buchauer-Grabkapelle, 1832 | D-1-87-182-89            | weitere Bilder                                               |
| Im Hag 6 (Standort)                               | Wegkapelle | Kapelle mit neugotischer Madonna, kleiner Satteldachbau, um Mitte 19. Jahrhundert | D-1-87-182-90            | weitere Bilder                                               |
| Im Hag 14 (Standort)                              | Gewölberäume | Sechs Kreuzgratgewölbe im Erdgeschoss sowie ein Gewölbe im ersten Obergeschoss des ehemaligen alten Krankenhauses, 16. Jahrhundert | D-1-87-182-249           | BW                                                           |
| Josef-Kirmayer-Straße 1 (Standort)                | Ehemaliges Salzamtgebäude, dann Institut der Englischen Fräulein                                                                   | Dreigeschossiger Bau mit Halbwalmdach, über Eck stehendem Bodenerker und Stützpfeilern, Fassade mit Putzgliederungen, im Kern 16./17. Jahrhundert, 1855 ausgebaut; mit Ausstattung | D-1-87-182-93            | weitere Bilder                                               |
| Kapuzinerweg 2 (Standort)                         | Ehemalige Färberei | zweigeschossiger Flachsatteldachbau mit Mezzanin, Erdgeschoss mit Gewölben, Umbau und Aufstockung 1882, im Kern älter | D-1-87-182-368           | weitere Bilder                                               |
| Kapuzinerweg 4, 4 a (Standort)                    | Ehemaliges Bauernhaus (Teil des ehemaligen Kapuzinerklosters)                                                                      | Langgestreckter zweigeschossiger Flachsatteldachbau mit Freskenresten, 1762 Wirtschaftsteil zu Wohnzwecken ausgebaut | D-1-87-182-218           | weitere Bilder                                               |
| Kapuzinerweg 8 (Standort)                         | Ehemalige Sommerwirtschaft | Eingeschossiger Fachwerk-Pavillon mit Flachsatteldach, zweite Hälfte 19. Jahrhundert | D-1-87-182-257           | Ehemalige Sommerwirtschaft                                   |
| Kapuzinerweg 10 (Standort)                        | Ehemaliges Schützenhaus | Zweigeschossiger Mittelbau mit Satteldach und Rundbogenfenstern, flankiert von erdgeschossigen Flügelbauten, Mitte 19. Jahrhundert | D-1-87-182-219           | Ehemaliges Schützenhaus                                      |
| Kaspar-Aiblinger-Platz 1 (Standort)               | Ehemaliges Bürgermeisterhaus und Eichamt                                                                                           | Freistehender Walmdachbau mit Erkern, Zwerchhaus und Putzfelderung in Formen des reduzierten Historismus, erbaut von Johann Baptist Rieperdinger, 1902 Gartenummauerung, gleichzeitig | D-1-87-182-92            | weitere Bilder                                               |
| Kaspar-Aiblinger-Platz 3, 5, 7 (Standort)         | Ehemaliger Salzstadel, dann Kasernengebäude, dann Amtsgebäude                                                                      | Freistehender langgestreckter dreigeschossiger Satteldachbau mit Segmentbogenfenstern und Dachreiter, drittes Viertel 19. Jahrhundert, im Kern frühes 18. Jahrhundert | D-1-87-182-94            | weitere Bilder                                               |
| Kaspar-Aiblinger-Platz 4, 6 (Standort)            | Ehemaliges Institut der Englischen Fräulein                                                                                        | Langgestreckter dreigeschossiger Bau mit erhöhtem Hauptteil und historisierender Fassadengliederung, im Kern mehrere Gebäude des 16. Jahrhunderts, ausgebaut und vereinheitlicht 1876 und um 1890 Pavillon, aus Lattenwerk, Jugendstil, Anfang 20. Jahrhundert | D-1-87-182-95            | weitere Bilder                                               |
| Kaspar-Aiblinger-Platz 12 (Standort)              | Wohnhaus | Viergeschossig, mit Vorschussmauer und zwei Erkern, im Kern 18. Jahrhundert | D-1-87-182-96            | weitere Bilder                                               |
| Kaspar-Aiblinger-Platz 14 (Standort)              | Wohnhaus | Dreieinhalbgeschossig, mit Segmentbogenfenstern und Speicherluke, 18. Jahrhundert, Umbau um Mitte 19. Jahrhundert | D-1-87-182-97            | weitere Bilder                                               |
| Kaspar-Aiblinger-Platz 20 (Standort)              | Wohnhaus | Viergeschossig, mit Vorschussmauer und Kastenerker, im Kern 16./17. Jahrhundert | D-1-87-182-98            | weitere Bilder                                               |
| Kaspar-Aiblinger-Platz 22 (Standort)              | Ehemaliges Handwerkerhaus | Dreigeschossiger Grabendachbau mit Flacherker, 16. Jahrhundert Rückgebäude mit Zwischenbau, ehemaligem Werkstattgebäude, dreigeschossiger Satteldachbau, um 1900 | D-1-87-182-99            | weitere Bilder                                               |
| Kaspar-Aiblinger-Platz 32 (Standort)              | Mietshaus | Viergeschossiger Neurenaissancebau mit Mezzanin, Flachsatteldach, zentralem Polygonalerker und stuckierter Fassade, um 1890 | D-1-87-182-262           | weitere Bilder                                               |
| Kaspar-Aiblinger-Platz 36 (Standort)              | Mietshaus | Viergeschossig, mit Schweifgiebel bzw. Treppengiebel (nordseitig) und Flacherker zur Oberen Innstraße, Tonrelief über dem Eingang, im Kern 17. Jahrhundert, Putzfassade um 1900 | D-1-87-182-100           | weitere Bilder                                               |
| Kellerstraße 2, Salzburger Straße 1 (Standort)    | Gasthof Bruckbräu | Dreigeschossiger langgestreckter Eckbau mit Risaliten, Mittelteil mit Hausmadonna, bezeichnet mit dem Jahr 1860, nach Brand durch Baumeister M. Isola verändert wiederaufgebaut 1899/1900 Durchfahrt, mit Treppengiebel, um 1900 Kelleranlagen | D-1-87-182-253           | Gasthof Bruckbräu                                            |
| Kellerstraße 14 (Standort)                        | Ehemaliger Sommerkeller | Zweigeschossiger biedermeierlicher Walmdachbau, bezeichnet mit dem Jahr 1821, erneuert 1982 Über ausgedehnter Kelleranlage, bezeichnet mit dem Jahr 1801 | D-1-87-182-102           | Ehemaliger Sommerkeller                                      |
| Kirchhofplatz 1 (Standort)                        | Wohn- und Geschäftshaus | Viergeschossiger Eckbau mit Flacherker, Mezzanin und Stützpfeilern, 17. Jahrhundert, äußere Erscheinung um 1890 | D-1-87-182-103           | Wohn- und Geschäftshaus                                      |
| Kirchhofplatz 2 (Standort)                        | Katholische Stadtpfarrkirche St. Jakob                                                                                             | Spätgotische Hallenkirche, unverputzter Ziegelbau, Chor, Sakristei und Westturm aus Tuffquadern, Baubeginn unter Hans von Burghausen 1410, 1432 Bauleitung durch Hans Stethaimer, 1445 Vollendung des Langhauses und Neubau des Chores durch Stephan Krumenauer, Turmbau ab 1458, seit 1461 Bauleitung durch Wolfgang Wiser, Abschluss 1478, Regotisierung nach Plänen von Michael Gaisberger 1879/80 Hl. Sebastian, freistehende Steinskulptur aus Herrenchiemsee, zweite Hälfte 17. Jahrhundert | D-1-87-182-104           | weitere Bilder                                               |
| Kirchhofplatz 3 (Standort)                        | Ehemalige Lateinschule (bis 1793), später Mesnerhaus                                                                               | Dreigeschossig, mit Vorschussmauer, errichtet 1589 | D-1-87-182-105           | weitere Bilder                                               |
| Kirchhofplatz 5 (Standort)                        | Pfarrhaus | Zweigeschossiger Krüppelwalmdachbau mit Bodenerker und Dachgauben, Heiligenfigur, erbaut um 1496 | D-1-87-182-106           | weitere Bilder                                               |
| Kirchhofplatz 7 (Standort)                        | Wohnhaus | Dreigeschossiger Bau auf hohem Kellergeschoss, mit Vorschussmauer und Bodenerker, 17. Jahrhundert, im Kern wohl älter | D-1-87-182-107           | weitere Bilder                                               |
| Knoppermühlweg 9 (Standort)                       | Wohnhaus der ehemaligen Knoppermühle                                                                                               | Dreigeschossiger Krüppelwalmdachbau mit Putzgliederung, Mitte 19. Jahrhundert | D-1-87-182-109           | Wohnhaus der ehemaligen Knoppermühle                         |
| Kreuzberg (Standort)                              | Kreuzgruppe | Holz, 19./20. Jahrhundert | D-1-87-182-4             | weitere Bilder                                               |
| Landwehrstraße 23 (Standort)                      | Gartenhäuschen | Zweigeschossiges Salettl mit Zeltdach und Putzgliederung, 19. Jahrhundert | D-1-87-182-53            | Gartenhäuschen                                               |
| Ledererzeile 2 (Standort)                         | Wohnhaus | Fünf- bzw. viergeschossiger Eckbau mit Strebepfeilern, drei Erkern und Fassadenmalereien, wohl 17. Jahrhundert | D-1-87-182-112           | weitere Bilder                                               |
| Ledererzeile 5 (Standort)                         | Wohn- und Geschäftshaus | Nr. 5 dreigeschossig mit Vorschussmauer, 17. Jahrhundert, ursprünglich eine Hausparzelle mit Nr. 7, nach 1854 Aufteilung in zwei Gebäudeeinheiten. | D-1-87-182-113           | weitere Bilder                                               |
| Ledererzeile 7 (Standort)                         | Wohn- und Geschäftshaus | Drei- bis viergeschossiger Pultdachbau mit Vorschussmauer, im 17. Jahrhundert als ein Gebäude errichtet und Mitte 19. Jahrhundert geteilt, mit Erdgeschossgewölben | D-1-87-182-113 zugehörig | weitere Bilder                                               |
| Ledererzeile 14 (Standort)                        | Wohnhaus | viergeschossiger Flachsatteldachbau mit Speichergeschoss, Vorschussmauer und Lichthof, Erdgeschoss mit Gewölben, im Kern wohl 16. Jh., Dachwerk Vorderhaus 1751/52 (dendro.dat.), rückwärtiges Dachwerk 1769/70 (dendro.dat.), mit Umbauten des 19. Jh. und um 1930. | D-1-87-182-342           | Wohnhaus                                                     |
| Ledererzeile 18 (Standort)                        | Wohn- und Geschäftshaus | Viergeschossig, mit Vorschussmauer und Flacherker, im Kern 16. Jahrhundert | D-1-87-182-114           | weitere Bilder                                               |
| Ledererzeile 19 (Standort)                        | Wohnhaus mit Laden | Viergeschossig, mit Vorschussmauer, steinernem Türgewände und zwei Flacherkern mit Kielbogenfeldern, erste Hälfte 16. Jahrhundert | D-1-87-182-115           | weitere Bilder                                               |
| Ledererzeile 20 (Standort)                        | Wohnhaus mit Laden | Viergeschossig mit Vorschussmauer und Putzfassade, im Kern 16. Jahrhundert, Fassade und Erkervorbau letztes Viertel 19. Jahrhundert | D-1-87-182-251           | weitere Bilder                                               |
| Ledererzeile 23 (Standort)                        | Wohn- und Geschäftshaus | Dreigeschossiger Pultdachbau, erste Hälfte 19. Jahrhundert | D-1-87-182-116           | weitere Bilder                                               |
| Ledererzeile 25 (Standort)                        | Wohn- und Geschäftshaus | Fünfgeschossiger Bau mit Putzgliederungen, Mitte 19. Jahrhundert | D-1-87-182-117           | weitere Bilder                                               |
| Ledererzeile 26 (Standort)                        | Wohn- und Geschäftshaus | Viergeschossig, mit horizontaler Geschossbänderung, um Mitte 19. Jahrhundert, eingelassenes Relief von 1649 | D-1-87-182-118           | weitere Bilder                                               |
| Ledererzeile 30 (Standort)                        | Ehemaliges Handwerkerhaus | Viereinhalbgeschossig, im Kern 17. Jahrhundert, Fassade Ende 19. Jahrhundert | D-1-87-182-119           | weitere Bilder                                               |
| Ledererzeile 32 (Standort)                        | Wohn- und Geschäftshaus | Viergeschossiger Eckbau, mit in die Friedhofsgasse überspannendem, überbautem Tonnengewölbe, im Kern 17./18. Jahrhundert, gemalte Fassadengliederung Ende 19. Jahrhundert | D-1-87-182-120           | weitere Bilder                                               |
| Ledererzeile 34 (Standort)                        | Gasthof | Viergeschossiger Bau mit Treppengiebel, um 1840, Rotmarmorrelief 16. Jahrhundert | D-1-87-182-121           | weitere Bilder                                               |
| Ledererzeile 36 (Standort)                        | Wohn- und Geschäftshaus | Viergeschossig, um Mitte 19. Jahrhundert | D-1-87-182-122           | weitere Bilder                                               |
| Ledererzeile 41 (Standort)                        | Wohnhaus mit Gastronomie | Viergeschossig, mit Vorschussmauer, im Kern 17./18. Jahrhundert | D-1-87-182-123           | weitere Bilder                                               |
| Ledererzeile 56 (Standort)                        | Wohn- und Geschäftshaus | Dreigeschossiger Eckbau mit Halbgeschoss, 17./18. Jahrhundert | D-1-87-182-124           | weitere Bilder                                               |
| Marienplatz 1 (Standort)                          | Apotheke, sogenannte Marienapotheke                                                                                                | Viergeschossiger Bau mit barocker Fassadengliederung, Flacherker und vierseitig geschlossenem Innenhof mit gewölbten Renaissance-Arkaden, zur Tränkgasse einachsig mit Kastenerker, 1. Viertel 16. Jahrhundert, mehrfach erneuert | D-1-87-182-125           | weitere Bilder                                               |
| Marienplatz 2 (Standort)                          | Rathaus, ehemals mit Brothaus und Kornschranne                                                                                     | Freistehender Gebäudekomplex mit zwei ungleich hohen Stufengiebeln, nordwestlicher Trakt viergeschossig mit Vorschussmauer, verputzter Backsteinbau über Erdgeschoss aus Tuffstein, erbaut durch Jörg Tünzel, 1457–1459, am Giebel bezeichnet mit dem Jahr 1459. In den Jahren 1849 bis 1852 und 1915 durchgreifend umgestaltet und erweitert, das sogenannte Tanzhaus (großer Rathaussaal) nach Brand 1902–1905 wiederhergestellt, 1934 vereinheitlicht | D-1-87-182-126           | weitere Bilder                                               |
| Marienplatz 3 (Standort)                          | Wohn- und Geschäftshaus | Dreieinhalbgeschossiger Bau mit zwei Flacherkern und zum Teil kreuzgratgewölbten Lauben mit spitzbogigen Arkaden, um 1500, geschnitzte Haustür und Ladeneinbauten, 1901 Rückgebäude, viereinhalbgeschossiges Wohnhaus, mit verandaartigem Vorbau, wohl 16. Jahrhundert, Fassade 19. Jahrhundert | D-1-87-182-127           | weitere Bilder                                               |
| Marienplatz 4, 4 a (Standort)                     | Katholische Kirche Unserer Lieben Frau                                                                                             | Verputzter Backsteinbau, dreischiffige gotische Staffelhallenkirche, erste Hälfte 14. Jahrhundert, Einwölbung 1386, Turmhelm von Wolfgang Wiser 1501/1502, Barockisierung des Inneren 1753 | D-1-87-182-128           | weitere Bilder                                               |
| Marienplatz 5 (Standort)                          | Wohn- und Geschäftshaus | Viergeschossiger Bau mit Erdgeschosslauben und zwei Flacherkern, wohl erste Hälfte 16. Jahrhundert | D-1-87-182-129           | weitere Bilder                                               |
| Marienplatz 6 (Standort)                          | Gasthaus | Drei- bzw. viergeschossiger Eckbau mit Vorschussmauer und Erdgeschosslauben, drei Erker zur Frauengasse hin, im Kern 15. Jahrhundert | D-1-87-182-130           | weitere Bilder                                               |
| Marienplatz 7, 9 (Standort)                       | Ehemaliges Patrizierhaus (sogenanntes Kernhaus), ab 1795 Stadtrichterhaus, jetzt Gerichtsgebäude (Nr. 7) und Hotel-Gasthof (Nr. 9) | Viergeschossiger Bau mit spätmittelalterlichen Erdgeschoss-Lauben (Nr. 7), Fassade mit vier Flacherkern und Rokokostuckaturen, von Johann Baptist Zimmermann, 1738/1740, Nr. 7 1965/1968 neu errichtet | D-1-87-182-131           | weitere Bilder                                               |
| Marienplatz 8 (Standort)                          | Wohn- und Geschäftshaus | Viereinhalbgeschossig, mit Erdgeschosslauben und Putzgliederung, im Kern 15. Jahrhundert | D-1-87-182-132           | Wohn- und Geschäftshaus                                      |
| Marienplatz 10 (Standort)                         | Ehemaliger Gasthof | Viereinhalbgeschossig, mit flach gedeckten Erdgeschosslauben und Segmentbogenfenstern, Ende 19. Jahrhundert | D-1-87-182-133           | weitere Bilder                                               |
| Marienplatz 11 (Standort)                         | Wohn- und Geschäftshaus | Im Kern zwei spätmittelalterliche Häuser, viergeschossig, mit Erdgeschosslauben und Flacherker, Putzfassade mit Erdgeschossrustizierung um 1800, Innenhof mit Arkaden und Brunnen, 1904 Rückgebäude, viereinhalbgeschossiges Wohnhaus, mit Arkaden und Innenhof, wohl 16. Jahrhundert, Marmorbrunnen bezeichnet mit dem Jahr 1612 | D-1-87-182-134           | weitere Bilder                                               |
| Marienplatz 12 (Standort)                         | Wohn- und Geschäftshaus | Viergeschossig, mit Grabendach und flach gedeckten Lauben, Fassade mit Putzgliederung und Erdgeschossrustizierung, um 1800 | D-1-87-182-135           | weitere Bilder                                               |
| Marienplatz 13 (Standort)                         | Wohn- und Geschäftshaus | Dreigeschossig, mit Fassadenmalereien und Flacherker, Vorschussmauer mit Zinnenkranz, im Kern wohl spätmittelalterlich | D-1-87-182-136           | weitere Bilder                                               |
| Marienplatz 14 (Standort)                         | Wohn- und Geschäftshaus | Viereinhalbgeschossig, mit flach gedeckten Lauben, im Kern 18. Jahrhundert | D-1-87-182-137           | weitere Bilder                                               |
| Marienplatz 15 (Standort)                         | Wohn- und Geschäftshaus | Viergeschossig, mit Erdgeschosslauben und Flacherker, 16./17. Jahrhundert Rückgebäude zum Zirnweg, viereinhalbgeschossiges Wohnhaus, wohl 19. Jahrhundert Im Hof Treppenturm und Marmorbrunnen | D-1-87-182-138           | weitere Bilder                                               |
| Marienplatz 16 (Standort)                         | Wohn- und Geschäftshaus | Viereinhalbgeschossig, mit Erdgeschosslauben und Stützpfeilern, erbaut um 1550, äußere Erscheinung 19. Jahrhundert. Ehemaliges Vordergebäude von Herrengasse 2 | D-1-87-182-139           | weitere Bilder                                               |
| Marienplatz 17 (Standort)                         | Wohnhaus, ehemals Rückgebäude des Hotels Post                                                                                      | Viergeschossiger Satteldachbau mit Jugendstilsaal über Betonsockel, salettlartiger Aufbau, um 1910 | D-1-87-182-140           | weitere Bilder                                               |
| Marienplatz 19 (Standort)                         | Wohn- und Geschäftshaus | Viergeschossig, Erdgeschosslauben mit erneuerter Flachdecke, im Kern 16. Jahrhundert Rückgebäude zum Zirnweg, fünfgeschossiges Wohnhaus mit Holzveranden, wohl 19. Jahrhundert | D-1-87-182-142           | weitere Bilder                                               |
| Marienplatz 21 (Standort)                         | Wohn- und Geschäftshaus | Dreieinhalbgeschossiger Grabendachbau mit Segmentbogenfenstern und Gesimsen, Vorschussmauer mit Konsolfries, Gedenktafel an Kaspar Aiblinger (Geburtshaus), im Kern spätmittelalterlich, Fassade zweite Hälfte 19. Jahrhundert | D-1-87-182-143           | weitere Bilder                                               |
| Marienplatz 23 (Standort)                         | Wohn- und Geschäftshaus | Viereinhalbgeschossiges Eckhaus mit Eckerker und Erdgeschosslauben mit Flachdecke, um 1900, viertes Geschoss nach 1920 | D-1-87-182-144           | weitere Bilder                                               |
| Marienplatz 25 (Standort)                         | Ehemaliges Altes Mauthaus, bis 1497 Amtssitz des herzoglichen Mautners                                                             | Drei- bzw. viergeschossiger Eckbau in zwei Flügeln, mit Grabendächern, zwei erneuerten Treppengiebeln und Erdgeschoss mit Kreuzrippengewölbe, wohl um 1400, Fassade an der Bruckgasse mit Renaissanceerkern von 1539 | D-1-87-182-145           | weitere Bilder                                               |
| Max-Emanuel-Platz 4 (Standort)                    | Transformatorenhaus der Elektrizitätswerke                                                                                         | Erdgeschossig mit Flachsatteldach und Rundbogenfenstern, um 1900 | D-1-87-182-146           | weitere Bilder                                               |
| Max-Emanuel-Platz 8 (Standort)                    | Kapelle, sogenannte Max-Emanuel-Kapelle                                                                                            | Saalbau mit eingezogenem Chor und Giebelreiter, 1786 Zerstörung, im neugotischen Stil 1862 erneuert | D-1-87-182-147           | weitere Bilder                                               |
| Max-Emanuel-Platz 12 (Standort)                   | Ehemaliger Flussmeisterstadel | Langgestreckter, eingeschossiger Flachsatteldachbau mit Segmentbogenfenstern, um 1860 | D-1-87-182-148           | weitere Bilder                                               |
| Nagelschmidgasse 2 (Standort)                     | Wohnhaus, ehemalige Schleiferei, sogenanntes Frommer-Haus                                                                          | Viergeschossiger Eckbau mit Flacherkern und Pultdach, 16. Jahrhundert | D-1-87-182-149           | weitere Bilder                                               |
| Nagelschmidgasse 6 (Standort)                     | Wohnhaus | Viereinhalbgeschossig mit Flacherker, 16./17. Jahrhundert | D-1-87-182-150           | weitere Bilder                                               |
| Nagelschmidgasse 8 (Standort)                     | Wohnhaus | Viergeschossig, mit Flacherker, 17. Jahrhundert | D-1-87-182-151           | Wohnhaus                                                     |
| Nagelschmidgasse 10 (Standort)                    | Wohnhaus | Viergeschossig, mit Flacherker und Vorschussmauer, 16./17. Jahrhundert | D-1-87-182-152           | Wohnhaus                                                     |
| Nagelschmidgasse 12 (Standort)                    | Wohnhaus | Viergeschossiger Grabendachbau mit Flacherker, 16./17. Jahrhundert | D-1-87-182-153           | Wohnhaus                                                     |
| Nähe Steinmühlweg (Standort)                      | Gartenhäuschen | Holzbau auf hohem Untergeschoss, mit Balustrade und weitem Dachüberstand, Dachrinnen mit Wasserspeier, um 1905 | D-1-87-182-205           | Gartenhäuschen                                               |
| Obere Innstraße 1 (Standort)                      | Wohnhaus | Viereinhalbgeschossiger Eckbau mit Flacherker, 17. Jahrhundert, Fassade erneuert. | D-1-87-182-154           | weitere Bilder                                               |
| Otto-Geigenberger-Weg 1 (Standort)                | Wohnhaus | für Stadtbaumeister Anton Schwarzenberger errichteter eingeschossiger Satteldachbau mit Quergiebel und Standerker, modern-historisierend, nach Plänen von Johann Baptist Rieperdinger, bez. 1906 | D-1-87-182-266           | weitere Bilder                                               |
| Palmanostraße 1 (Standort)                        | Gaststätte | Zweigeschossiger Eckbau mit Neurenaissance-Gliederung und Flachwalmdach, um 1800. | D-1-87-182-155           | weitere Bilder                                               |
| Rosenheimer Straße 1 (Standort)                   | Stadtsparkasse | Dreigeschossiger Stahlbetonskelettbau mit Flachdach, Lochfassade mit vorgehängten, steinmetzmäßig bearbeiteten Betonplatten, bildet den Innhaus-Typus in Formen der klassischen Moderne nach, 1963–1967 von Alexander von Branca. | D-1-87-182-258           | Stadtsparkasse                                               |
| Rosenheimer Straße 6 (Standort)                   | Wegkreuz | In Hauswand eingemauertes Marmorrelief, bezeichnet mit dem Jahr 1656. | D-1-87-182-156           | Wegkreuz                                                     |
| Rosenheimer Straße 16 (Standort)                  | Finanzamt | Dreigeschossiger Walmdachbau mit Treppenturm, Erker und Zwerchhaus, in Formen des Heimatstils, um 1910; Remise, eingeschossiger Satteldachbau, um 1910. | D-1-87-182-158           | weitere Bilder                                               |
| Salzburger Straße 1 (Standort)                    | Bürgerhaus | Ehemaliges Handwerkerhaus, dreigeschossig, 16./17. Jahrhundert, Rahmenstuckdecke im ersten Obergeschoss bezeichnet mit dem Jahr 1779, zweites Obergeschoss und Dach nach Brand 1874 erneuert. | D-1-87-182-254           | Bürgerhaus                                                   |
| Salzburger Straße 2 (Standort)                    | Ehemaliges Färberhaus | Zwei- bzw. dreigeschossiger biedermeierlicher Zeltdachbau mit Stichbogenfenstern, bezeichnet mit dem Jahr 1805, Fassade Mitte 19. Jahrhundert | D-1-87-182-159           | weitere Bilder                                               |
| Salzburger Straße 11 (Standort)                   | Luitpold-Gymnasium | Dreigeschossiger barockisierender Neurenaissancebau mit zwei Ziergiebeln und über Dachhöhe geführtem Erker, westlich angebaut ehemaliger Stadtbücherei-Trakt, eingeschossiger Walmdachbau, 1913/1914. | D-1-87-182-160           | weitere Bilder                                               |
| Salzburger Straße 13 (Standort)                   | Ovenbeck-Villa | Zweigeschossiger neubarocker Mansarddachbau mit Pilastergliederung und Freitreppe, an der Rückseite Holzveranda, um 1900; Gartenpavillon, um 1900; mit Parkanlage. | D-1-87-182-161           | weitere Bilder                                               |
| Salzburger Straße 19 (Standort)                   | Schülerheim | Ehemaliges Heilbad, ab 1895 Schülerheim (Realschulpensionat), dreigeschossiger Putzbau mit Walmdach und Stichbogenfenstern, im Kern spätmittelalterlich, im Wesentlichen neu errichtet um 1860, nördlicher Erweiterungsbau, mit Turnsaal im Erdgeschoss, nach 1895. | D-1-87-182-162           | Schülerheim                                                  |
| Salzsenderzeile 3 (Standort)                      | Wohnhaus | Viergeschossiger Eckbau mit Flacherker, im Erdgeschoss gotische Gewölbehalle, Mitte 15. Jahrhundert, Prellstein, bezeichnet mit dem Jahr 1876, Arme-Seelen-Täfelchen an der Hausecke. | D-1-87-182-164           | weitere Bilder                                               |
| Salzsenderzeile 4 (Standort)                      | Kulbingerhaus | Wohnhaus und Gaststätte, viergeschossig, ehemals mit Grabendach, Erdgeschosslauben, 16. Jahrhundert. | D-1-87-182-165           | weitere Bilder                                               |
| Salzsenderzeile 7 (Standort)                      | Wohn- und Geschäftshaus | Viergeschossig, mit Vorschussmauer, im Kern 17. Jahrhundert | D-1-87-182-168           | weitere Bilder                                               |
| Salzsenderzeile 8 (Standort)                      | Wohn- und Geschäftshaus | Viergeschossig, mit Grabendach und Flacherker, Vorschussmauer mit Zinnen, im Kern wohl 16. Jahrhundert, Fassade später geglättet. | D-1-87-182-169           | weitere Bilder                                               |
| Salzsenderzeile 9 (Standort)                      | Wohn- und Geschäftshaus | Dreieinhalbgeschossig, mit Flacherker, 17. Jahrhundert, Fassade mit Putzgliederungen, um 1800. | D-1-87-182-170           | weitere Bilder                                               |
| Salzsenderzeile 10 (Standort)                     | Wohn- und Geschäftshaus | Ehemaliges Stadthaus des Klosters Attel, dann Wohn- und Geschäftshaus, viergeschossig, mit Vorschussmauer und Erdgeschosslauben, 17./18. Jahrhundert, Fassade spätklassizistisch. | D-1-87-182-171           | weitere Bilder                                               |
| Salzsenderzeile 12 (Standort)                     | Gasthaus | Viergeschossig, mit horizontalem Dachabschluss, Konsolgesims und klassizistischer Fassadengliederung, Innenhof mit Arkaden, erste Hälfte 19. Jahrhundert; Backofen, wohl erste Hälfte 19. Jahrhundert | D-1-87-182-173           | weitere Bilder                                               |
| Salzsenderzeile 18, 18 a, 18 b, 18 c (Standort)   | Wohnhaus | Dreigeschossig, mit Grabendach und Vorschussmauer, Flacherker über Konsole, wohl noch erste Hälfte 16. Jahrhundert | D-1-87-182-175           | weitere Bilder                                               |
| Salzsenderzeile 20 (Standort)                     | Wohnhaus | Viergeschossig, mit profiliertem Gebälkabschluss, im Kern 17./18. Jahrhundert, Fassade 19. Jahrhundert | D-1-87-182-176           | weitere Bilder                                               |
| Salzsenderzeile 22 (Standort)                     | Wohn- und Geschäftshaus | Dreigeschossiger Grabendachbau mit Vorschussmauer, 18. Jahrhundert, Fassade erneuert. | D-1-87-182-177           | weitere Bilder                                               |
| Schmidzeile 1 (Standort)                          | Surauerhaus | Ehemaliges Lebzelterhaus, dreigeschossiger Eckbau mit Vorschussmauer, Erdgeschosslauben und drei Flacherkern, Reste von spätmittelalterlichen Fresken an der Fassade, Fassadengestaltung 18. Jahrhundert, rekonstruiert 1989. | D-1-87-182-178           | weitere Bilder                                               |
| Schmidzeile 2 (Standort)                          | Irlbeckhaus | Ehemaliges Neues Mauthaus, Amtssitz des herzoglichen Mautners, viergeschossiger Eckbau mit Vorschussmauer, Erkern und Erdgeschosslauben, 1497. | D-1-87-182-179           | weitere Bilder                                               |
| Schmidzeile 3 (Standort)                          | Wohn- und Geschäftshaus | Viergeschossig, mit zwei Flacherkern, spätmittelalterlich, die spätgotischen Erdgeschosslauben um 1900 stuckiert; Rückgebäude, fünfgeschossiges Wohnhaus, mit Segmentbogenfenstern, wohl 19. Jahrhundert | D-1-87-182-180           | weitere Bilder                                               |
| Schmidzeile 4 (Standort)                          | Wohnhaus | Viergeschossig, mit abgeschrägter Front, Flacherker und Erdgeschosslauben, 16. Jahrhundert | D-1-87-182-181           | weitere Bilder                                               |
| Schmidzeile 5 (Standort)                          | Wohn- und Geschäftshaus | Viergeschossig, 16./17. Jahrhundert, Erdgeschosslauben um 1900 verändert, Haustür bezeichnet mit dem Jahr 1901; Rückgebäude, fünfgeschossig, 19. Jahrhundert | D-1-87-182-182           | weitere Bilder                                               |
| Schmidzeile 6 (Standort)                          | Wohnhaus | Viergeschossig, mit Erdgeschosslauben und Zinnengiebel, Obergeschoss vorkragend, spätmittelalterlich. | D-1-87-182-183           | weitere Bilder                                               |
| Schmidzeile 7 (Standort)                          | Gasthof | Dreieinhalbgeschossiger Traufseitbau mit Erdgeschosslauben, Innenhof mit Arkaden, wohl 1860/1880, unter Verwendung älterer Bausubstanz errichtet, Ausleger bezeichnet mit dem Jahr 1794. | D-1-87-182-184           | weitere Bilder                                               |
| Schmidzeile 8 (Standort)                          | Ganserhaus | Ehemaliges Zinngießerhaus, viergeschossig, mit Vorschussmauer, zwei Erkern und Freskenschmuck an der Front, bezeichnet mit dem Jahr 1555. | D-1-87-182-185           | weitere Bilder                                               |
| Schmidzeile 10 (Standort)                         | Wohn- und Geschäftshaus | Viereinhalbgeschossig, um 1700, Fenster und Fassade erneuert. | D-1-87-182-187           | Wohn- und Geschäftshaus                                      |
| Schmidzeile 11 (Standort)                         | Wohnhaus | Fünfgeschossig, mit Flacherker, ehemals mit Vorschussmauer, 16./17. Jahrhundert | D-1-87-182-188           | weitere Bilder                                               |
| Schmidzeile 12 (Standort)                         | Wohn- und Geschäftshaus | Viergeschossig, Haustür bezeichnet mit dem Jahr 1826. | D-1-87-182-189           | weitere Bilder                                               |
| Schmidzeile 19 (Standort)                         | Wohnhaus | Fünfgeschossig, mit dreigeschossigem Flacherker über Konsolen, ehemals mit Vorschussmauer, im Kern wohl 16. Jahrhundert | D-1-87-182-190           | weitere Bilder                                               |
| Schmidzeile 20 (Standort)                         | Wohnhaus | Dreigeschossiger Bau mit Grabendach, Vorschussmauer und Erdgeschossarkade, zweite Hälfte 16. Jahrhundert, Wappen bezeichnet mit dem Jahr 1572, Fassadenmalerei rekonstruiert. | D-1-87-182-191           | weitere Bilder                                               |
| Schmidzeile 21 (Standort)                         | Wohnhaus | Fünfgeschossig, mit Vorschussmauer, Obergeschosse leicht vorkragend, 16./17. Jahrhundert, ehemaliges Speichergeschoss ausgebaut. | D-1-87-182-192           | weitere Bilder                                               |
| Schmidzeile 24 (Standort)                         | Wohnhaus | Viergeschossig, mit Vorschussmauer, wohl 17./18. Jahrhundert, Haustür um 1830. | D-1-87-182-193           | weitere Bilder                                               |
| Schmidzeile 25 (Standort)                         | Wohnhaus | Dreigeschossiger Eckbau mit Vorschussmauer, Erdgeschoss 16./17. Jahrhundert, Ausbau im 19. Jahrhundert, westlicher zweigeschossiger Anbau mit Walmdach nach 1813. | D-1-87-182-194           | weitere Bilder                                               |
| Schmidzeile 26 (Standort)                         | Wohnhaus | Viergeschossig, mit Vorschussmauer, im Kern 17./18. Jahrhundert | D-1-87-182-195           | weitere Bilder                                               |
| Schmidzeile 28 (Standort)                         | Ehemalige Kapelle St. Michael | Zweistöckige spätgotische Doppelkapelle, von Wolfgang Wiser, 1501/1503. Profanierung 1810, Altarräume und Turmhelm abgebrochen Untergeschoss ehemalige Gruftkirche zu den Allerseelen des Alten (aufgelassenen) Jakobsfriedhofs, seit 1976 Werktagskapelle | D-1-87-182-196           | weitere Bilder                                               |
| Schustergasse 7 (Standort)                        | Wohnhaus | Viereinhalbgeschossig, mit Flacherker, 16./17. Jahrhundert, Ausleger und Marienmedaillon, 19. Jahrhundert | D-1-87-182-200           | weitere Bilder                                               |
| Schustergasse 13 (Standort)                       | Wohnhaus | Viergeschossiger Eckbau mit Putzgliederung und Madonnenrelief, im Kern 18. Jahrhundert, Fassade um 1900. | D-1-87-182-201           | weitere Bilder                                               |
| Schustergasse 15 (Standort)                       | Wohn- und Geschäftshaus | Viergeschossig, mit Grabendach, im Kern 17. Jahrhundert, Ausbau Anfang 19. Jahrhundert, Haustür und Ladeneinbau 1904. | D-1-87-182-202           | weitere Bilder                                               |
| Schustergasse 18 (Standort)                       | Wohn- und Geschäftshaus | Viergeschossiger Eckbau mit Walmdach und flach gedeckten Erdgeschosslauben, erste Hälfte 19. Jahrhundert | D-1-87-182-141           | weitere Bilder                                               |
| Sedlmeiergasse (Standort)                         | Schwibbogen | Bogen über die Sedlmeiergasse, wohl 15./16. Jahrhundert | D-1-87-182-172           | Schwibbogen                                                  |
| Sedlmeiergasse 5 (Standort)                       | Wohnhaus | Viergeschossiger Pultdachbau, Haustafel bezeichnet mit dem Jahr 1769. | D-1-87-182-203           | weitere Bilder                                               |
| Sedlmeiergasse 6 (Standort)                       | Wohnhaus | Viergeschossiger Pultdachbau mit Vorschussmauer, 18. Jahrhundert im Kern älter, nördlich zweigeschossiger gewölbter Raum, Blockwand 1791 (dendro. dat.), im 19. Jahrhundert verändert. | D-1-87-182-309           | weitere Bilder                                               |
| Sedlmeiergasse 10 (Standort)                      | Wohnhaus | Dreigeschossig, mit hohem Satteldach und angesetzten Stützpfeilern, 17. Jahrhundert | D-1-87-182-204           | Wohnhaus                                                     |
| St.-Bruder-Konrad-Straße 3 (Standort)             | Katholische Stadtpfarrkirche St. Konrad                                                                                            | Modern; mit historischer Ausstattung | D-1-87-182-33            | Katholische Stadtpfarrkirche St. Konrad                      |
| Steinmühlweg 10 (Standort)                        | Wohnhaus | Zweigeschossiger Traufseitbau, wohl Mitte 19. Jahrhundert; Bundwerkstadel, Mitte 19. Jahrhundert | D-1-87-182-207           | Wohnhaus                                                     |
| Tränkgasse 2 (Standort)                           | Wohnhaus | Viergeschossig, Erdgeschoss und erstes Obergeschoss mit Loggien, darüber Flacherker, wohl 15./16. Jahrhundert | D-1-87-182-208           | Wohnhaus                                                     |
| Tränkgasse 3 (Standort)                           | Wohn- und Geschäftshaus | Dreieinhalbgeschossig, wohl 17./18. Jahrhundert, Fassade 19. Jahrhundert | D-1-87-182-209           | weitere Bilder                                               |
| Tränkgasse 4 (Standort)                           | Wohn- und Geschäftshaus | Dreieinhalbgeschossig, mit zwei Flacherkern und eingemauertem Rotmarmorpfeiler an der Hausecke, 16. Jahrhundert, zur Innseite mit Lauben. | D-1-87-182-210           | Wohn- und Geschäftshaus                                      |
| Tränkgasse 6 (Standort)                           | Rückgebäude zum Zirnweg | Dreieinhalbgeschossig, am Erdgeschoss und darüber Stichbogenfenster, am zweiten Obergeschoss Holzbalkon, im Kern wohl 16. Jahrhundert, Fassade 19. Jahrhundert | D-1-87-182-212           | Rückgebäude zum Zirnweg                                      |
| Tränkgasse 8 (Standort)                           | Wohnhaus | Viergeschossig, Obergeschosse erkerartig vorgezogen, Reste von Wandmalereien 17. Jahrhundert, oberstes Geschoss zweite Hälfte 19. Jahrhundert; Fassade zur Innseite mit Holzbalkon. | D-1-87-182-213           | weitere Bilder                                               |
| Tränkgasse 9 (Standort)                           | Wohnhaus | Viergeschossiger Kopfbau mit Flachsatteldach, Flacherker und Stützpfeilern, 16. Jahrhundert, Umbau im 19. Jahrhundert, eingelassene Hochwassermarken, 1853–1899. | D-1-87-182-214           | weitere Bilder                                               |
| Tränkgasse 10 (Standort)                          | Wohn- und Geschäftshaus | Viergeschossig, mit zwei Flacherkern und Putzgliederung, 17. Jahrhundert | D-1-87-182-215           | Wohn- und Geschäftshaus                                      |
| Tränkgasse 12 (Standort)                          | Wohn- und Geschäftshaus | Viergeschossiger Kopfbau mit zwei Flacherkern, bezeichnet mit dem Jahr 1566, Giebelfront zum Max-Emanuel-Platz, 19. Jahrhundert | D-1-87-182-216           | Wohn- und Geschäftshaus                                      |
| Unter der Schanz 2 (Standort)                     | Rottmoser Keller | Ehemaliger Lager- und Eiskeller mit Gastwirtschaft und Wohnung, zweigeschossiger Walmdachbau mit Putzgliederung und Salettl-Vorbau, um 1826, im Kern älter, Erinnerungstafel an den Straßenbau von 1767, Sanierung 1991/1992. | D-1-87-182-220           | Rottmoser Keller                                             |
| Weberzipfel 2, 4 (Standort)                       | Wohn- und Geschäftshaus | Viereinhalbgeschossig mit Bodenerker, 17. Jahrhundert | D-1-87-182-221           | weitere Bilder                                               |
| Weberzipfel 3 (Standort)                          | Ehemaliges Handwerkerhaus | dreigeschossiger Flachsatteldachbau mit Kniestock, im Kern 16. Jh., mit Veränderungen des 18. Jh. und 19. Jh., Aufstockung und Fassade, um 1900 | D-1-87-182-280           | weitere Bilder                                               |
| Weberzipfel 5, 5 a (Standort)                     | Wohnhaus | Dreigeschossig, mit Schweifgiebel und Pultdach, 18. Jahrhundert | D-1-87-182-222           | weitere Bilder                                               |
| Weberzipfel 7 (Standort)                          | Wohnhaus | zweigeschossiger Flachsatteldachbau mit Kniestock, Segmentbogenfenstern und gefelderter Haustür, 2. Hälfte 19. Jh., im Kern älter. | D-1-87-182-264           | weitere Bilder                                               |
| Zirnweg 1 (Standort)                              | Wohnhaus | Viergeschossig, mit je zwei gewölbten Lauben in allen Geschossen, erste Hälfte 18. Jahrhundert | D-1-87-182-225           | weitere Bilder                                               |
| Zwischen Schmidzeile und Kirchhofplatz (Standort) | Freidhoferstiege | Als Verbindung vom Schloss zur Stadtpfarrkirche erbaute Treppe mit Gewölbe, 1540. | D-1-87-182-197           | Freidhoferstiege                                             |

### Reitmehring
| Lage                        | Objekt                  | Beschreibung                 | Akten-Nr.      | Bild |
| --------------------------- | ----------------------- | ---------------------------- | -------------- | ---- |
| Bahnhofstraße 11 (Standort) | Historische Ausstattung | Madonna 1630, Kreuz um 1350  | D-1-87-182-237 | BW   |
| Megglestraße 5 (Standort)   | Bundwerkstadel          | Erste Hälfte 19. Jahrhundert | D-1-87-182-240 | BW   |

### Weitere Ortsteile
| Lage                                                | Objekt                                               | Beschreibung | Akten-Nr.      | Bild                                                 |
| --------------------------------------------------- | ---------------------------------------------------- | --- | -------------- | ---------------------------------------------------- |
| Attel Attel 3 (Standort)                            | Hofmarkstein                                         | Natursteinstele mit dem Wappen von Attel, bezeichnet mit 1616 | D-1-87-182-227 | Hofmarkstein                                         |
| Attel Attel 38 (Standort)                           | Kloster Attel                                        | Ehemalige Klosterkirche, jetzt katholische Pfarrkirche St. Michael. Barocke Wandpfeileranlage mit halbrund geschlossenem Chor und Nordturm mit gekuppelter Laterne, 1713/1715, Turmunterbau mittelalterlich Friedhofsmauer, wohl noch 18. Jahrhundert Ehemaliges Beinhaus, eingeschossiger Walmdachbau, Anfang 16. Jahrhundert Ehemaliges Kloster, jetzt Pflegeanstalt, dreigeschossig, um Rechteckhof geordnete Trakte, erste Hälfte 18. Jahrhundert Ehemaliges Brauhaus, zweigeschossige Trakte um einen Innenhof, 16. Jahrhundert Östliches und westliches Ökonomiegebäude nordöstlich der ehemaligen Klosteranlage, zweigeschossige Satteldachbauten, 18./19. Jahrhundert. | D-1-87-182-226 | weitere Bilder                                       |
| Burgau Nähe Krankenhausstraße (Standort)            | Bundwerkstadel                                       | Erdgeschoss gemauert und verputzt, 18. Jahrhundert | D-1-87-182-110 | Bundwerkstadel                                       |
| Burgau Reiherweg 9 (Standort)                       | Blockbau-Obergeschoss eines ehemaligen Einfirsthofes | Mit umlaufender Laube, Hochlaube und Dachstuhl, bezeichnet mit dem Jahr 1781. Aus Kirchbichl/Tirol 1990–1992 transferiert und unter Verwendung historischer Ausbaudetails über maßgetreu neu aufgemauertem Erdgeschoss wiedererrichtet | D-1-87-182-252 | Blockbau-Obergeschoss eines ehemaligen Einfirsthofes |
| Edgarten Edgarten 6 (Standort)                      | Ehemalige Feilenhauerei                              | Zweigeschossiger Satteldachbau mit Segmentbogenfenstern, 1875 Wehranlage mit zwei Wehren, 1875 | D-1-87-182-228 | BW                                                   |
| Elend Elend 5 (Standort)                            | Ehemaliges Bauernhaus                                | Einfirsthof, zweigeschossiger Satteldachbau, Wohnteil mit Blockbau-Obergeschoss, Hochlaube und umlaufender Laube, zweite Hälfte 18. Jahrhundert | D-1-87-182-230 | BW                                                   |
| Elend In Elend (Standort)                           | Kapelle                                              | Saalbau mit Dachreiter, um Mitte 19. Jahrhundert; mit Ausstattung | D-1-87-182-229 | BW                                                   |
| Gabersee Am Südrand des Anstaltsgeländes (Standort) | Bildstock                                            | Granitstele mit Laterne, bezeichnet mit 1678; am südöstlichen Rand des Klinikgeländes | D-1-87-182-232 | Bildstock                                            |
| Gabersee Gabersee 2 (Standort)                      | Inn-Salzach-Klinikum                                 | 1883 als Königlich-Bayerische Heil- und Pflegeeinrichtung für Nervenkranke gegründet, weitläufige und in die Landschaft eingebettete Anlage mit zu beiden Seiten einer geschwungenen Allee angeordneten Backsteinbauten im Pavillonsystem, Querachse mit Anstaltskirche und Friedhof, nach Plänen von Kreisbaurat Bernatz, 1881–1985 Verwaltungsgebäude, zweigeschossiger Backsteinbau mit Sattel- bzw. Walmdach Krankenhausgebäude, zweigeschossige Backsteinbauten, als sogenannte Pavillon- und Landhausbauten für Frauen und Männer errichtet, teilweise mit Veranden und Loggien sowie rückwärtigen schmiedeeisernen Einfriedungen Festsaalbau, als Gesellschaftshaus errichteter zweigeschossiger Schopfwalmdachbau Anstaltskirche St. Raphael, neuromanische Saalkirche mit Südturm, 1893 Friedhof, rechteckige Anlage mit Leichenhaus, erdgeschossiger Backsteinbau mit Satteldach und Quergiebeln Gärtnerei, zweigeschossiger Satteldachbau, um 1900 Ehemaliges Waschhaus, Backsteinbau, Haus Nr. 15 angebaut Trinkwasserversorgung, zwei turmartige Walmdachbauten mit Pumpeinrichtung und unterirdischem Trinkwasserbehältern, 1883, Erweiterung 1904 und 1936 | D-1-87-182-231 | weitere Bilder                                       |
| Kobl Kobl 1 (Standort)                              | Bundwerkstadel                                       | Erste Hälfte 19. Jahrhundert | D-1-87-182-233 | BW                                                   |
| Kroit Kroit 4 (Standort)                            | Zwei Haustüren, Glockentürmchen                      | geschnitzt, bezeichnet mit dem Jahr 1836 Glockentürmchen, bezeichnet mit dem Jahr 1845 | D-1-87-182-235 | BW                                                   |
| Limburg Limburg 3 (Standort)                        | Bildstock                                            | Gemauert, mit Satteldach und Nische, 19. Jahrhundert | D-1-87-182-236 | BW                                                   |
| Staudham Münchner Straße 30 (Standort)              | Haustür                                              | Geschnitzt, Mitte 19. Jahrhundert | D-1-87-182-243 | BW                                                   |
| Viehhausen Viehhausen 4 (Standort)                  | Bauernhaus                                           | Zweigeschossiger Wohnteil mit Putzgliederung und geschnitzten Türen, am Wirtschaftsteil Bundwerk, erbaut 1850, Bemalung neuzeitlich | D-1-87-182-244 | BW                                                   |
| Weikertsham Weikertsham 10 (Standort)               | Grenzsäule                                           | Sehr beschädigt | D-1-87-182-247 | weitere Bilder                                       |
| Weikertsham Weikertsham 11 (Standort)               | Schloss                                              | Ehemaliger Patriziersitz, dreigeschossiger verputzter Ziegelbau mit hohem Steilsatteldach und Fassadenmalerei, im Kern Mitte 16. Jahrhundert, Umgestaltung und Erneuerung 1614, 1869 Erweiterung um nördlichen Anbau und landwirtschaftliche Nutzung | D-1-87-182-246 | weitere Bilder                                       |

## Ehemalige Baudenkmäler
In diesem Abschnitt sind Objekte aufgeführt, die früher einmal in der Denkmalliste eingetragen waren, jetzt aber nicht mehr. Objekte, die in anderem Zusammenhang – also z. B. als Teil eines Baudenkmals – weiter eingetragen sind, sollen hier nicht aufgeführt werden. Aktennummern in diesem Abschnitt sind ehemalige, jetzt nicht mehr gültige Aktennummern.

| Lage                                                      | Objekt                                       | Beschreibung | Akten-Nr.      | Bild                                         |
| --------------------------------------------------------- | -------------------------------------------- | --- | -------------- | -------------------------------------------- |
| Wasserburg Auf der Burg, westlich von Nr. 10 (Standort)   | Steinkreuz                                   | Mittelalterlich | D-1-87-182-16  | BW                                           |
| Wasserburg Bahnhofsplatz 6 (Standort)                     | Ehemaliger Gasthof, dann Bankgebäude         | Zweigeschossiger Satteldachbau mit Steildach, Zwerchhaus und zweigeschossigem polygonalem Eckerker, in modern barockisierenden Formen, bezeichnet mit dem Jahr 1910 | D-1-87-182-256 | Ehemaliger Gasthof, dann Bankgebäude         |
| Wasserburg Färbergasse 11 (Standort)                      | Wohn- und Geschäftshaus                      | Viergeschossig mit gotisierendem Putzdekor und biedermeierlicher Haustür mit Oberlichtgitter, Mitte 19. Jahrhundert                                                 | D-1-87-182-40  | Wohn- und Geschäftshaus                      |
| Wasserburg Fletzingergasse 1 (Standort)                   | Wandbrunnen                                  | Rotmarmor, 17. Jahrhundert großes Hochzeitsbild, 1795 | D-1-87-182-43  | BW                                           |
| Wasserburg Fletzingergasse 8 (Standort)                   | Fassade eines ehemaligen Wirtschaftsgebäudes | Wohl 17. Jahrhundert | D-1-87-182-47  | Fassade eines ehemaligen Wirtschaftsgebäudes |
| Wasserburg Fletzingergasse 20, über dem Portal (Standort) | Inschrifttafel                               | Erste Hälfte 19. Jahrhundert | D-1-87-182-50  | Inschrifttafel                               |
| Wasserburg Heisererplatz 4 (Standort)                     | Inschrifttafel                               | Bezeichnet mit dem Jahr 1829 | D-1-87-182-57  | Inschrifttafel                               |
| Wasserburg Heisererplatz 8 (Standort)                     | Wohnhaus                                     | Viergeschossiger Eckbau mit vorstehendem Flachsatteldach, Eck- und Flacherker, wohl noch 16. Jahrhundert, erneuert                                                  | D-1-87-182-58  | Wohnhaus                                     |
| Wasserburg Herrengasse 9 (Standort)                       | Fassaden eines Doppelhauses                  | Viereinhalbgeschossig, Nr. 7 mit Flacherkern, Nr. 9 mit Lauben, 16./17. Jahrhundert, später aufgestockt                                                             | D-1-87-182-70  | Fassaden eines Doppelhauses                  |
| Wasserburg Im Hag 1 (Standort)                            | Tafel                                        | Mit Bauinschrift, 1816 | D-1-87-182-87  | Tafel                                        |
| Wasserburg Im Hag 8 (Standort)                            | Bundwerkstadel                               | Erste Hälfte 19. Jahrhundert, stark verändert | D-1-87-182-91  | Bundwerkstadel                               |
| Wasserburg Salzsenderzeile 5 (Standort)                   | Inschrifttafel                               | Bezeichnet mit dem Jahr 1839. | D-1-87-182-166 | Inschrifttafel                               |
| Wasserburg Salzsenderzeile 6 (Standort)                   | Inschrifttafel                               | Bezeichnet mit dem Jahr 1831. | D-1-87-182-167 | Inschrifttafel                               |
| Wasserburg Schopperstattweg 1 (Standort)                  | Wohnhaus                                     | Wohnhaus mit Holzverkleidung und Satteldach, ostseitig Balkon-Vorbau, um 1910.                                                                                      | D-1-87-182-198 | Wohnhaus                                     |
| Wasserburg Steinmühlweg 4, 6 (Standort)                   | Bauernhaus                                   | Ehemaliges Bauernhaus mit Flachsatteldach, Nr. 4 mit ostseitiger Laube, wohl Anfang 19. Jahrhundert                                                                 | D-1-87-182-206 | Bauernhaus                                   |
| Wasserburg Weberzipfel 15 (Standort)                      | Tonrelief                                    | Zweite Hälfte 18. Jahrhundert | D-1-87-182-223 | Tonrelief                                    |
| Wasserburg Wuhrweg 20 (Standort)                          | Freskenreste                                 | Marienkrönung und hl. Johann Nepomuk, wohl frühes 19. Jahrhundert                                                                                                   | D-1-87-182-224 | Freskenreste                                 |
| Kornberg Kornberg 9 (Standort)                            | Ehemaliges Bauernhaus                        | Zweigeschossiger Satteldachbau mit seitlicher Laube und Bundwerk, Wirtschaftstrakt ausgebaut, um 1840                                                               | D-1-87-182-234 | BW                                           |
| Reitmehring Ahornstraße 2 (Standort)                      | Steinkreuz                                   | Aus Granit, 16./17. Jahrhundert | D-1-87-182-242 | BW                                           |
| Reitmehring Seestraße 1, 1 a (Standort)                   | Zugehöriger Bundwerkstadel                   | Erste Hälfte 19. Jahrhundert. | D-1-87-182-241 | BW                                           |
| Viehhausen Am westlichen Ortsrand ()                      | Bildstock                                    | 17. Jahrhundert | D-1-87-182-245 |                                              |

## Abgegangene Baudenkmäler
In diesem Abschnitt sind Objekte aufgeführt, die früher einmal in der Denkmalliste eingetragen waren, jetzt aber nicht mehr existieren, z. B. weil sie abgebrochen wurden. Aktennummern in diesem Abschnitt sind ehemalige, jetzt nicht mehr gültige Aktennummern.

| Lage                                       | Objekt                | Beschreibung                                                                      | Akten-Nr.      | Bild |
| ------------------------------------------ | --------------------- | --------------------------------------------------------------------------------- | -------------- | ---- |
| Wasserburg Rosenheimer Straße 9 (Standort) | Wohnhaus              | Wohnhaus mit Dachüberstand und Stichbogenfenstern, Mitte 19. Jahrhundert          | D-1-87-182-157 | BW   |
| Reitmehring Megglestraße 2 (Standort)      | Parallelhof           | Wohnstallhaus mit Blockwand-Obergeschoss und Lauben, bezeichnet mit dem Jahr 1760 | D-1-87-182-238 | BW   |
| Reitmehring Megglestraße 8 (Standort)      | Ehemaliges Bauernhaus | Wohnteil mit Blockbauobergeschoss, 18. Jahrhundert                                | D-1-87-182-239 | BW   |